# Lista över svenska bevarade militära luftfarkoster
Här listas flygplan och helikoptrar, som varit eller är i tjänst inom det svenska försvaret och som finns bevarade på olika platser i världen.

## Flygplan

### Hjalmar Nyrops varv

#### Nyrop-Bleriot
| S/N | Utställare      | Ort/land           | Anmärkning                           | Bild |
| --- | --------------- | ------------------ | ------------------------------------ | ---- |
| 3   | Tekniska museet | Stockholm, Sverige | Äldsta bevarade flygplanet i Sverige |      |

### AB Enoch Thulin Aeroplanfabrik(AETA)

#### Thulin Typ G
| S/N | Utställare      | Ort/land           | Anmärkning               | Bild |
| --- | --------------- | ------------------ | ------------------------ | ---- |
| 15  | Flygvapenmuseum | Linköping, Sverige | Enda bevarade exemplaret |      |

### Albatros Flugzeugwerke

#### Albatros B.II(Albatros 120/Sk 1)
| FV s/n | C/N    | Utställare      | Ort/land           | Anmärkning                               | Bild |
| ------ | ------ | --------------- | ------------------ | ---------------------------------------- | ---- |
| 464/04 | 464    | Flygvapenmuseum | Linköping, Sverige | Svensktillverkad                         |      |
| 05/03  | 799/17 | Aeroseum        | Göteborg, Sverige  | Magasinerad i delar. SE-ACR, f.d. SE-94. |      |

### Beechcraft

#### B200 Super King Air (TP 101)
| FV s/n | C/N    | Ägare/innehavare     | Ort/land       | Anmärkning          | Bild |
| ------ | ------ | -------------------- | -------------- | ------------------- | ---- |
| 101002 | BB-459 | SG Finans AS/Jula AB | Skara, Sverige | SE-KXM. Luftvärdig. |      |
| 101003 | BB-619 | Phoenix Aviation     | Nairobi, Kenya | 5Y-RJA. Luftvärdig  |      |

### Bücker

#### Bücker Bü 181 Bestmann(Sk 25)
| FV s/n | C/N  | Ägare           | Utställare          | Ort/Nation         | Anmärkning                                       | Bild |
| ------ | ---- | --------------- | ------------------- | ------------------ | ------------------------------------------------ | ---- |
| 25000  | 5001 | Flygvapenmuseum |                     | Linköping, Sverige | Original Bücker.                                 |      |
| 25073  | 73   | Privatägd       | Danmarks Flymuseum  | Stauning, Danmark  | OY-AVZ. Flygbar, ej luftvärdig. Svensktillverkad |      |
| 25084  | 84   | Privatägd       |                     | Eslöv, Sverige     | SE-BMN. Luftvärdig. Svensktillverkad.            |      |
| 25114  | 114  | Flygvapenmuseum | Västerås flygmuseum | Västerås, Sverige  | Svensktillverkad.                                |      |

### Canadian Vickers Ltd

#### Canadian Vickers Canso A(Tp 47)
| FV s/n | C/N    | Utställare      | Ort/Land           | Anmärkning     | Bild |
| ------ | ------ | --------------- | ------------------ | -------------- | ---- |
| 47001  | CV-244 | Flygvapenmuseum | Linköping, Sverige | Ex. RCAF 9810. |      |

### Cessna

#### Reims-Cessna F337G Super Skymaster
| Reg    | C/N       | Ägare           | Utställare | Ort/Nation        | Anmärkning              | Bild |
| ------ | --------- | --------------- | ---------- | ----------------- | ----------------------- | ---- |
| SE-GMM | F337-0077 | Kustbevakningen | Aeroseum   | Göteborg, Sverige | Flygbar, ej luftvärdig. |      |

#### Cessna 404 II Titan(TP 87)
| FV s/n | C/N      | Ägare     | Ort/land         | Anmärkning         | Bild |
| ------ | -------- | --------- | ---------------- | ------------------ | ---- |
| 87002  | 404-0020 | Eurosense | Sofia, Bulgarien | LZ-ESA. Luftvärdig |      |

#### Cessna 550 Citation II(TP 103)
| FV s/n | C/N      | Ägare                     | Ort/land              | Anmärkning          | Bild |
| ------ | -------- | ------------------------- | --------------------- | ------------------- | ---- |
| 103001 | 550-0272 | Global Aircraft Solutions | Dover DE, USA         | N550SM. Luftvärdig. |      |
| 103002 | 550-0717 | VallJet                   | Le Bourget, Frankrike | F-HBMR. Luftvärdig  |      |

### De Havilland

#### De Havilland D.H.82 Tiger Moth(Sk 11)
| FV s/n | C/N    | Ägare                        | Utställare                        | Ort/Nation        | Anmärkning                                            | Bild |
| ------ | ------ | ---------------------------- | --------------------------------- | ----------------- | ----------------------------------------------------- | ---- |
| 515    | 47     | Flygvapenmuseum              | Swedish Forced Landing Collection | Sverige           | Äldsta bevarade flygplanet byggt av SAAB (ASJA)       |      |
| 517    | 49     | Privatägd                    |                                   | Sverige           | SE-AMR, luftvärdig                                    |      |
| 553    | 73-401 | Privatägd                    |                                   | Säter, Sverige    | SE-BYL. Under renovering. Svensktillverkad.           |      |
| 568    | 3113   | Kungliga Svenska Aeroklubben | KSAK Veteranflyg                  | Ålleberg, Sverige | SE-ADF, luftvärdig. Äldsta flygande D.H.82 i världen. |      |

#### De Havilland D.H.100 VampireFB.1 (J 28A), Mk.50 (J 28B), Mk.55 (J 28C)
| FV s/n | C/N     | Typ     | Utställare                   | Ort/Nation                          | Anmärkning                                                                          | Bild |
| ------ | ------- | ------- | ---------------------------- | ----------------------------------- | ----------------------------------------------------------------------------------- | ---- |
| 28001  |         | J 28A   | Flygvapenmuseum              | Linköping, Sverige                  |                                                                                     |      |
| 28219  | V.0364  | J 28B   | F 15 Flygmuseum              | Söderhamn, Sverige                  | Märkt som F 15 - gul I (28391). Ej att förväxla med den egentliga 28391 (se nedan). |      |
| 28307  | V.0578  | J 28B   | Svedinos bil- och flygmuseum | Ugglarp, Sverige                    |                                                                                     |      |
| 28311  | V.0590  | J 28B   | Flyg- och Lottamuseet        | Optand, Sverige                     |                                                                                     |      |
| 28326  | V.0625  | J 28B   | ?                            | Koskue, Finland                     | Märkt VT-7. Gate guard.                                                             |      |
| 28391  | V.0768  | J 28B   | Vännäs motormuseum           | Vännäs, Sverige                     | Privatägd                                                                           |      |
| 28408  | V.0864  | J 28B   |                              | San Isidro, Dominikanska Republiken | FAD 2741. Uppställd som gate guard utanför San Isidro AFB.                          |      |
| 28444  | V.15738 | J 28C-2 | Svedinos bil- och flygmuseum | Ugglarp, Sverige                    |                                                                                     |      |
| 28451  | V.15745 | J 28C-2 | Flygvapenmuseum              | Linköping, Sverige                  | Magasinerad.                                                                        |      |
| 28456  |         | J 28C-3 | Forsvarets flysamling        | Gardermoen, Norge                   | Märkt ZK-7.                                                                         |      |

#### De Havilland D.H.112 Venom Mk.51(J 33)
| FV s/n | C/N   | Utställare          | Ort/Nation         | Anmärkning | Bild |
| ------ | ----- | ------------------- | ------------------ | ---------- | ---- |
| 33015  | 12364 | Västerås flygmuseum | Västerås, Sverige  | SE-DCA     |      |
| 33025  | 12374 | Flygvapenmuseum     | Linköping, Sverige |            |      |

### Donnet-Lévêque

#### Donnet-Lévêque Type A
| Nr   | Utställare      | Ort/Nation         | Anmärkning | Bild |
| ---- | --------------- | ------------------ | ---------- | ---- |
| L II | Flygvapenmuseum | Linköping, Sverige | [ 7 ]      |      |

### Dornier

#### Dornier Do 27A-4(Fpl 53)
| S/N   | Ägare           | Utställare | Ort/Nation         | Anmärkning             | Bild |
| ----- | --------------- | ---------- | ------------------ | ---------------------- | ---- |
| 53271 | Flygvapenmuseum | Aeroseum   | Säve, Sverige      | Flygbar ej luftvärdig. |      |
| 53273 | Flygvapenmuseum |            | Linköping, Sverige | Magasinerad.           |      |

### Douglas

#### Douglas DC-3(Tp 79)
| FV s/n | C/N   | Ägare                         | Ort/Nation                                          | Anmärkning                                 | Bild |
| ------ | ----- | ----------------------------- | --------------------------------------------------- | ------------------------------------------ | ---- |
| 79001  | 9001  | Flygvapenmuseum               | Linköping, Sverige                                  | Konserverat vrak.                          |      |
| 79002  | 9103  | FJS Kamratförening            | Karlsborg, Sverige                                  | Uppställd utomhus.                         |      |
| 79006  | 13883 | Stiftelsen Flygande Veteraner | Stockholm, Sverige (flygplanet förvaras i Västerås) | SE-CFP. Luftvärdig.                        |      |
| 79007  | 13647 | Flygvapenmuseum               | Linköping, Sverige                                  | Uppställd utomhus                          |      |
| 79008  | 16405 | Tillamook Air Museum          | Tillamook OR, USA                                   | N56V. Luftvärdig. . En av två Dakota i FV. |      |

#### Douglas AD-4W Skyraider
| Reg    | C/N    | Utställare                        | Ort/Nation         | Anmärkning                                                       | Bild |
| ------ | ------ | --------------------------------- | ------------------ | ---------------------------------------------------------------- | ---- |
| SE-EBB | 127947 | Arlandasamlingarna                | Arlanda, Sverige   | [ 10 ]                                                           |      |
| SE-EBC | 127960 | Svedinos bil- och flygmuseum      | Ugglarp, Sverige   | För närvarande under renovering.                                 |      |
| SE-EBI | 127945 | Flygvapenmuseum                   | Karlskoga, Sverige | Deponerad hos Skyraider AB för restaurering till flygbart skick. |      |
| SE-EBK | 126867 | Tillamook Air Museum              | Tillamook OR, USA  | N4277M. Luftvärdig. Målad som ett flygplan ur USMC.              |      |
| SE-EBL | 127922 | San Diego Aircraft Carrier Museum | San Diego CA, USA  | Ombyggd till A-1 Skyraider. Utställd på flygdäck.                |      |
| SE-EBM | 127949 | Aero Trader                       | Chino CA, USA      | N4277L. Demonterad, uppställd utomhus.                           |      |

### English Electric

#### English Electric CanberraB.2 (Tp 52)
| FV s/n | C/N    | Utställare                   | Ort/Nation         | Anmärkning    | Bild |
| ------ | ------ | ---------------------------- | ------------------ | ------------- | ---- |
| 52001  | 71180  | Svedinos Bil- och Flygmuseum | Ugglarp, Sverige   | Ex. RAF WH711 |      |
| 52002  | SH1648 | Flygvapenmuseum              | Linköping, Sverige | Ex. RAF WH905 |      |

### Fairchild Swearingen

#### Swearingen SA-227 Metro III/Merlin IV C (TP 88)
| FV s/n | C/N     | Ägare               | Ort/Land                | Anmärkning          | Bild |
| ------ | ------- | ------------------- | ----------------------- | ------------------- | ---- |
| 88001  | AC-526  | Toll Priority       | Australien              | VH-UZW. Luftvärdig. |      |
| 88002  | AT-495B | IBC Airways         | Fort Lauderdale FL, USA | N851BC.             |      |
| 88003  | AC-421B | River City Aviation | USA                     | N211RH.             |      |

### Fairey

#### Fairey Firefly TT.1
| Civ. reg | c/n  | Ägare                        | Utställare         | Ort/Nation                | Anmärkning                                                                         | Bild |
| -------- | ---- | ---------------------------- | ------------------ | ------------------------- | ---------------------------------------------------------------------------------- | ---- |
| SE-BRD   | 5607 | Fleet Air Arm Museum         |                    | Yeovilton, Storbritannien | FAA Z2033. Återställd till ursprunglig version och målning som Firefly FR.1 Z2033. |      |
| SE-BRG   | 6071 | Aircraft Restoration Company |                    | Duxford, Storbritannien   | FAA DT989. I förråd för framtida restaurering.                                     |      |
| SE-CAU   | 6180 |                              |                    | Leylstad, Nederländerna   | FAA PP469. Magasinerad.                                                            |      |
| SE-CAW   | 6121 | Flygvapenmuseum              | Danmarks flymuseum | Stauning, Danmark         | FAA PP329.                                                                         |      |

### FFVS

#### FFVS J 22
| FV s/n | Typ   | Ägare                        | Utställare                  | Ort/Nation             | Anmärkning                                     | Bild |
| ------ | ----- | ---------------------------- | --------------------------- | ---------------------- | ---------------------------------------------- | ---- |
| 22149  | J 22A | Svedinos Bil- och Flygmuseum | Memorial Flight Association | Ris-Orangis, Frankrike | Utlånad för renovering.                        |      |
| 22185  | J 22A | Flygvapenmuseum              | Ängelholms flygmuseum       | Ängelholm, Sverige     | I taxningsbart skick.                          |      |
| 22216  | J 22A | Flygvapenmuseum              |                             | Håtunaholm, Sverige    | Bevarat skrov (stålskelett).                   |      |
| 22236  | J 22B | Privatägd                    |                             | Håtunaholm, Sverige    | Vrak under återuppbyggnad till flygbart skick. |      |
| 22280  | J 22B | Flygvapenmuseum              |                             | Linköping, Sverige     |                                                |      |

### Fiat

#### Fiat CR.42 Falco(J 11)
| FV s/n | C/N | Utställare             | Ort/Nation              | Anmärkning                                  | Bild |
| ------ | --- | ---------------------- | ----------------------- | ------------------------------------------- | ---- |
| 2542   | 920 | The Fighter Collection | Duxford, Storbritannien | G-CBLS. Restaureras till luftvärdigt skick. |      |
| 2543   | 921 | Flygvapenmuseum        | Linköping, Sverige      |                                             |      |

### Fieseler

#### Fieseler Fi 156 Storch(S 14)
| FV s/n | C/N | Utställare                                     | Ort/Nation            | Anmärkning                       | Bild |
| ------ | --- | ---------------------------------------------- | --------------------- | -------------------------------- | ---- |
| 3808   |     | National Museum of the United States Air Force | Dayton, OH, USA       | Luftwaffe 5F+YK, D-EBOY.         |      |
| 3809   |     | Museum Friedericianum                          | Kassel, Tyskland      | D-EKLU. Luftvärdig               |      |
| 3810   |     | Deutches Technikmuseum                         | Berlin, Tyskland      | D-ENTE.                          |      |
| 3812   |     | Propeller Service of Miami, (såld)             | FL, USA               | Luftwaffe CB+VD, N464FB, D-EYWB. |      |
| 3814   |     |                                                | Bad Vöslau, Österrike | Luftvärdig, OE-AKA.              |      |
| 3815   |     | Flygvapenmuseum                                | Linköping, Sverige    | Uppbyggd av två olika S 14.      |      |
| 3818   |     | Heeresgeschichtliches Museum im Arsenal        | Wien, Österrike       | D-ENPE, OE-ADO.                  |      |
| 3819   |     | Technikmuseum Speyer                           | Speyer, Tyskland      | Luftwaffe H3+BF.                 |      |

### Focke-Wulf

#### Focke-Wulf Fw 44J Stieglitz(Sk 12)
| FV s/n | C/N  | Ägare                        | Ort/Nation          | Anmärkning                                                  | Bild |
| ------ | ---- | ---------------------------- | ------------------- | ----------------------------------------------------------- | ---- |
| 622    | 1904 | ???                          | Storbritannien      | Original Focke-Wulf. Ex. SE-BRZ.                            |      |
| 629    | 81   | Privatägd                    | Sverige             | SE-EGT. Luftvärdig. Svensktillverkad (ASJA).                |      |
| 647    | 29   | Svedinos bil- och flygmuseum | Göteborg, Sverige   | Ex SE-BWZ. Utlånad till Aeroseum. Svensktillverkad (CVV).   |      |
| 655    | 37   | Privatägd, Frankfurt am Main | Tyskland            | SE-BWM. Luftvärdig. Svensktillverkad (CVV).                 |      |
| 657    | 39   | Privatägd                    | Eslöv, Sverige      | SE-BWU. Luftvärdig. Svensktillverkad (CVV).                 |      |
| 669    | 51   | Deutches Technikmuseum       | Berlin, Tyskland    | Svensktillverkad (CVV).                                     |      |
| 670    | 52   | Flygvapenmuseum              | Linköping, Sverige  | Ex. SE-EGB. Svensktillverkad(CVV).                          |      |
| 5773   | 2816 | Ej fastställd                | Ljungbyhed, Sverige | Ex. SE-BWX. Förvaras demonterad i avvaktan på restaurering. |      |

### Fokker

#### Fokker C.V-E(S 6A)
| FV s/n | C/N | Utställare      | Ort/Nation         | Anmärkning | Bild |
| ------ | --- | --------------- | ------------------ | ---------- | ---- |
| 3386   | 207 | Flygvapenmuseum | Linköping, Sverige |            |      |

### FVM/CVM

#### FVM Tummelisa(Ö 1)
| FV s/n | C/N | Utställare      | Ort/Nation         | Anmärkning | Bild |
| ------ | --- | --------------- | ------------------ | ---------- | ---- |
| 056    | 147 | Flygvapenmuseum | Linköping, Sverige |            |      |

### Gloster

#### Gloster Gladiator Mk.II(J 8A)
| FV s/n | C/N     | Utställare      | Ort/Nation         | Anmärkning    | Bild |
| ------ | ------- | --------------- | ------------------ | ------------- | ---- |
| 278    | G559066 | Flygvapenmuseum | Linköping, Sverige | Märkt F 19 H. |      |

#### Gloster MeteorT.7/TT.20
| Reg    | C/N  | Typ          | Utställare                    | Ort/Nation                    | Anmärkning                                                 | Bild |
| ------ | ---- | ------------ | ----------------------------- | ----------------------------- | ---------------------------------------------------------- | ---- |
| SE-CAS | 1496 | Meteor T.7   | Flygvapenmuseum               | Linköping, Sverige            | Magasinerad                                                |      |
| SE-DCC | 1525 | Meteor T.7   | Svedinos bil- och flygmuseum  | Ugglarp, Sverige              | [ 35 ]                                                     |      |
| SE-DCF | 5562 | Meteor TT.20 | Chateau de Savigny-lès-Beaune | Savigny-lès-Beaune, Frankrike | Utställd i slottsparken.                                   |      |
| SE-DCH | 5579 | Meteor TT.20 | Chateau de Savigny-lès-Beaune | Savigny-lès-Beaune, Frankrike | Framkroppen utställd, övriga delar förrådsställda utomhus. |      |

### Hawker

#### Hawker Hart(B 4)
| FV s/n | C/N | Utställare      | Ort/Nation         | Anmärkning                | Bild |
| ------ | --- | --------------- | ------------------ | ------------------------- | ---- |
| 714    | 52  | Flygvapenmuseum | Linköping, Sverige | Märkt F 19 M.             |      |
| -      | -   | Privatägd       | Sverige            | Vrak under återuppbyggnad |      |

#### Hawker Osprey(S 9)
| FV s/n | C/N | Utställare      | Ort/Nation | Anmärkning                     | Bild |
| ------ | --- | --------------- | ---------- | ------------------------------ | ---- |
| S 9    | ??? | Flygvapenmuseum | Sverige    | Magasinerad, endast vrakdelar. |      |

#### Hawker HunterMk.50 (J 34)
| FV s/n | C/N | Utställare                   | Ort/Nation                    | Anmärkning                          | Bild |
| ------ | --- | ---------------------------- | ----------------------------- | ----------------------------------- | ---- |
| 34016  |     | Flygvapenmuseum              | Linköping, Sverige            |                                     |      |
| 34070  |     | Svedinos Bil- och Flygmuseum | Ugglarp, Sverige              |                                     |      |
| 34072  |     | Swiss Hunter Team            | Altenrhein, Schweiz           | HB-RVV. Ombyggd till T.68 (J-4206). |      |
| 34080  |     | Lortie Aviation inc.         | Lac St-Joseph, Québec, Kanada | C-FUKW. Ombyggd till T.68 (J-4208). |      |

### Heinkel

#### Heinkel HD 35(Sk 5)
| FV s/n | C/N | Utställare      | Ort/Nation         | Anmärkning   | Bild |
| ------ | --- | --------------- | ------------------ | ------------ | ---- |
| 66     | 235 | Flygvapenmuseum | Linköping, Sverige | F.d. SE-SAM. |      |

### Junkers

#### Junkers W 34(Trp 2A/Tp 2A)
| FV s/n | C/N  | Utställare         | Ort/Nation       | Anmärkning                                                            | Bild |
| ------ | ---- | ------------------ | ---------------- | --------------------------------------------------------------------- | ---- |
| 6      | 2835 | Arlandasamlingarna | Arlanda, Sverige | SE-BYA. Tillverkad av AB Flygindustri, Limhamn. Före detta F 4 Röd W. |      |

#### Junkers Ju 86K(B 3)
| FV s/n | C/N     | Utställare      | Ort/Nation         | Anmärkning                                       | Bild |
| ------ | ------- | --------------- | ------------------ | ------------------------------------------------ | ---- |
| 155    | 0860422 | Flygvapenmuseum | Linköping, Sverige | Original Junkers. Enda bevarade Ju 86 i världen. |      |

### Klemm

#### Klemm Kl 35(Sk 15)
| S/N  | C/N | Typ    | Utställare                   | Ort/Nation                 | Anmärkning                                     | Bild |
| ---- | --- | ------ | ---------------------------- | -------------------------- | ---------------------------------------------- | ---- |
| 5025 |     | Sk 15A | Svedinos Bil- och Flygmuseum | Ugglarp, Sverige           | Före detta SE-BGF                              |      |
| 5029 |     | Sk 15A | Privatägd                    | Schweiz                    | HB-UBK. Luftvärdig. Före detta SE-BGB, D-EJUL. |      |
| 5033 |     | Sk 15A | Privatägd                    | Sverige                    | SE-BPT. Luftvärdig.                            |      |
| 5049 |     | Sk 15A | Arlandasamlingarna           | Arlanda, Sverige           | SE-BHF.                                        |      |
| 5050 |     | Sk 15A | Privatägd                    | Old Warden, Storbritannien | D-EQXD. Luftvärdig.                            |      |
| 5054 |     | Sk 15A | Privatägd                    | Håtuna, Sverige            | SE-BGA. Luftvärdig.                            |      |
| 5060 |     | Sk 15A | Privatägd                    | Håtuna, Sverige            | SE-BPU. Luftvärdig.                            |      |
| 5075 |     | Sk 15A | Flygvapenmuseum              | Morup, Sverige             | Deponerad till Forced Landning Collection.     |      |
| 5087 |     | Sk 15B | Privatägd                    | Sverige                    | SE-AKN. Luftvärdig.                            |      |

### Lockheed

#### Lockheed C-130 Hercules
| S/N      | C/N | Typ                       | Ägare           | Utställare/Innehavare | Ort/Land          | Anmärkning | Bild |
| -------- | --- | ------------------------- | --------------- | --------------------- | ----------------- | ---------- | ---- |
| 382-4039 | 841 | Lockheed C-130E1 Hercules | Flygvapenmuseum | Aeroseum              | Göteborg, Sverige |            |      |
| 382-4628 | 843 | Lockheed C-130H1 Hercules | Flygvapenmuseum | Aeroseum              | Göteborg, Sverige |            |      |

### Macchi

#### Macchi M.7
| S/N | C/N | Utställare      | Ort/land           | Anmärkning                                                           | Bild |
| --- | --- | --------------- | ------------------ | -------------------------------------------------------------------- | ---- |
| 945 |     | Flygvapenmuseum | Linköping, Sverige | Enda bevarade M.7 i världen. Renoverad. Utställd på Flygvapenmuseum. |      |

### Malmö Flygindustri

#### MFI-9B(Fpl 801)
| S/N    | c/n | Ägare               | Ort/Nation          | Anmärkning                                                  | Bild |
| ------ | --- | ------------------- | ------------------- | ----------------------------------------------------------- | ---- |
| 801-42 | 04  | Flygvapenmuseum     | Linköping, Sverige  | SE-EUK. Magasinerad.                                        |      |
| 801-43 | 43  | Privatägd           | Falkenberg, Sverige | SE-EUM.                                                     |      |
| 801-44 | 44  | National War Museum | Umuahia, Nigeria    | BB-905, ex. SE-EUN. Vrak (intakt kropp) utställt på museum. |      |
| 801-45 | 45  | Privatägd           | Sverige             | SE-EUO.                                                     |      |
| 801-48 | 48  | Privatägd           | Sverige             | SE-EWC.                                                     |      |
| 801-49 | 49  | Privatägd           | Sverige             | SE-EWD.                                                     |      |

#### MFI-10 Vipan(Fpl 54)
| S/N   | c/n | Utställare      | Ort/Nation         | Anmärkning   | Bild |
| ----- | --- | --------------- | ------------------ | ------------ | ---- |
| 54382 | 03  | Flygvapenmuseum | Linköping, Sverige | Magasinerad. |      |

### Miles

#### M.3A Falcon (Tp 7)
| S/N | c/n | Ägare     | Ort/Nation     | Anmärkning                              | Bild |
| --- | --- | --------- | -------------- | --------------------------------------- | ---- |
| 913 | 216 | Privatägd | Storbritannien | G-AEEG, luftvärdig.. Före detta SE-AFN. |      |

### Nieuport

#### Nieuport IV.G
| S/N | c/n | Utställare      | Ort/Nation         | Anmärkning                                                   | Bild |
| --- | --- | --------------- | ------------------ | ------------------------------------------------------------ | ---- |
| M 1 |     | Flygvapenmuseum | Linköping, Sverige | Arméns första flygplan. Enda bevarade Nieuport IV i världen. |      |

### Noorduyn

#### Noorduyn Norseman(Tp 78)
| FV s/n | C/N | Utställare      | Ort/Nation         | Anmärkning                      | Bild |
| ------ | --- | --------------- | ------------------ | ------------------------------- | ---- |
| 78001  | 492 | Flygvapenmuseum | Linköping, Sverige | Magasinerad. Ex USAAF 43-35418. |      |

### Nord

#### Nord NC.701 Martinet (Siebel Si 204D)
| Reg    | C/N | Utställare         | Ort/Nation         | Anmärkning   | Bild |
| ------ | --- | ------------------ | ------------------ | ------------ | ---- |
| SE-KAE | 264 | Flygvapenmuseum    | Linköping, Sverige | Magasinerad. |      |
| SE-KAL | 159 | Arlandasamlingarna | Arlanda, Sverige   |              |      |

### North American/Noorduyn

#### Noorduyn AT-16 Harvard(Sk 16A)
| FV s/n | C/N      | Utställare                        | Ort/Nation                 | Anmärkning                          | Bild |
| ------ | -------- | --------------------------------- | -------------------------- | ----------------------------------- | ---- |
| 16009  | 14-141   | Privatägd                         | Sverige                    | Under renovering.                   |      |
| 16028  | 14-725   | Swedish Air Force Historic Flight | Såtenäs, Sverige           | Luftvärdig. SE-FUB                  |      |
| 16033  | 14-772   | Svedinos Bil- och Flygmuseum      | Ugglarp, Sverige           |                                     |      |
| 16047  | 14-726   | Privatägd                         | Niagara Falls, Kanada      | C-GFLR. Luftvärdig.                 |      |
| 16068  | 14-486   | Privatägd                         | Göteborg, Sverige          | SE-FUD. Luftvärdig.                 |      |
| 16073  | 14A-1098 | Swedish Air Force Historic Flight | Såtenäs, Sverige           | SE-FVU. Luftvärdig.                 |      |
| 16077  | 14A-1106 | Privatägd                         | Australien                 | VH-TXN. Luftvärdig.                 |      |
| 16093  | 14-395   | Privatägd                         | Sverige                    |                                     |      |
| 16105  | 14-429   | The Fighter Collection            | Duxford, Storbritannien    | G-BTXI. Luftvärdig.                 |      |
| 16106  | 14-566   | Veteranflyggruppen                | Uddevalla, Sverige         | Under renovering.                   |      |
| 16109  | 14-366   | Flygvapenmuseum                   | Linköping, Sverige         | Magasinerad.                        |      |
| 16112  | 14A-1312 | Privatägd                         | Karlskoga, Sverige         | Under renovering.                   |      |
| 16128  |          | Privatägd                         | Old Warden, Storbritannien | SE-BII "Check'Er Tail". Luftvärdig. |      |
| 16144  | 14-526   | Privatägd, Västerås               | Västerås, Sverige          | SE-FUZ. Luftvärdig.                 |      |
| 16145  | 75-3497  | Teknikland                        | Optand, Sverige            |                                     |      |

#### North American AT-6 Texan/SNJ(Sk 16B)
| FV s/n | Typ   | C/N      | Utställare                 | Ort/Nation               | Anmärkning                    | Bild |
| ------ | ----- | -------- | -------------------------- | ------------------------ | ----------------------------- | ---- |
| 16221  | SNJ-4 | 88-13131 | Museo de la Aviacion Naval | Bahia Blanca, Argentina  |                               |      |
| 16269  | AT-6A | 77-4224  | Privatägd                  | Lelystad, Nederländerna  | PH-TXN. Ex SE-CHP. Luftvärdig |      |
| 16291  | AT-6A | 78-6922  | Privatägd                  | Hilversum, Nederländerna | N13FY. Luftvärdig.            |      |

### North American

#### North American P-51 Mustang(J 26)
| FV s/n | C/N       | US s/n   | Ägare                         | Plats                           | Anmärkning                                                                                         | Bild |
| ------ | --------- | -------- | ----------------------------- | ------------------------------- | -------------------------------------------------------------------------------------------------- | ---- |
| 26009  | 122-31945 | 44-72086 | Warbird Heritage Foundation   | Waukegan IL, USA                | F.d. FAD 1930. N251PW "Baby Duck", Totalhaveri 16 juli 2017.                                       |      |
| 26015  | 122-31427 | 44-63701 | Privatägd                     | San Jose CA, USA                | F.d. FAD 1904. N26PW "Grim Reaper", luftvärdig.                                                    |      |
| 26018  | 122-31591 | 44-36865 | Privatägd                     | Poland, OH, USA                 | Ex. FAN GN 90. N151TF "Tempus Fugit". Luftvärdig. Ombyggd till TF-51D.                             |      |
| 26020  | 122-31718 | 44-63992 | Flygvapenmuseum               | Linköping, Sverige              | Gåva från israeliska flygvapnet. F.d. IDAF 54, dess verkliga identitet är föremål för spekulation. |      |
| 26026  | 122-31910 | 44-72051 | Privatägd                     | Granite Falls, MN USA           | F.d FAD 1912. N68JR "Sweet Revenge". Luftvärdig.                                                   |      |
| 26039  | 122-31597 | 44-63871 | Musée de l'air et de l'espace | Paris, Frankrike                | F.d. N9772F.                                                                                       |      |
| 26061  | 122-38823 | 44-72364 | Flying Heritage Collection    | Everett WA, USA                 | F.d. FAD 1916. N723FH, "Upupa Epops". Luftvärdig.                                                  |      |
| 26084  | 122-31971 | 44-72112 | Flygvapenmuseum               | Luleå, Sverige                  | Deponerad F 21 Flygmuseum. Enda kända bevarade exemplar av "S 26". Riksexemplar.                   |      |
| 26087  | 122-38942 | 44-72483 | Privatägd                     | Blaine MN, USA                  | N151DM, "Ridge Runner III". Luftvärdig.                                                            |      |
| 26092  | 122-31982 | 44-72123 | .                             | Santo Domingo, Dominikanska Rep | FAD 1914. På pelare vid San Ididro AB.                                                             |      |
| 26115  | 122-38798 | 44-72339 | Cavanagugh Flight Museum      | Addison TX, USA                 | F.d. FAD 1918. N251JC "The Brat III". Luftvärdig.                                                  |      |
| 26116  | 122-38675 | 44-72216 | Privatägd                     | Storbritannien                  | G-BIXL "Miss Helen". Luftvärdig.                                                                   |      |
| 26130  | 122-31848 | 44-64122 | Privatägd                     | Jefferson City MO, USA          | F.d FAN GN 80. N339TH "Kansas City Kitty". Luftvärdig.                                             |      |
| 26131  | 122-38897 | 44-72438 | Privatägd                     | Boise ID, USA                   | F.d. FAD 1920. N7551T, "Hell-er Bust". Luftvärdig.                                                 |      |
| 26142  | 122-31918 | 44-72059 | Vintage Aero INC              | Wilmington DE, USA              | N951HB. Under renovering.                                                                          |      |
| 26152  | 122-31401 | 44-63675 | Privatägd                     | Hamilton MT. USA                | F.d. FAN GN 91. N1751D. Under renovering.                                                          |      |
| 26158  | 122-31590 | 44-63864 | Privatägd                     | Granite Falls MN, USA           | N251L "Twilight Tear". Luftvärdig.                                                                 |      |

### Percival

#### Percival P-66 PembrokeC Mk.52 (Tp 83)
| FV s/n | C/N    | Utställare                   | Ort/Nation           | Anmärkning                            | Bild |
| ------ | ------ | ---------------------------- | -------------------- | ------------------------------------- | ---- |
| 83004  | P66/46 | Eurostop Arlandastad         | Arlandastad, Sverige | Upphängd som dekoration i köpcentrum. |      |
| 83007  | P66/51 | Svedinos Bil- och Flygmuseum | Ugglarp, Sverige     | [ 82 ]                                |      |
| 83008  | P66/52 | Flygvapenmuseum              | Linköping, Sverige   | Under renovering.                     |      |

### Phönix Flugzeug-Werke

#### Phönix 122 D.III(J 1)
| FV s/n | C/N | Utställare      | Ort/Nation         | Anmärkning | Bild |
| ------ | --- | --------------- | ------------------ | ---------- | ---- |
| 947    |     | Flygvapenmuseum | Linköping, Sverige |            |      |

### Piper

#### Piper PA-18 Super Cub(Fpl 51)
| Mil s/n | C/N | Typ     | Ägare                                  | Ort/Nation         | Anmärkning          | Bild |
| ------- | --- | ------- | -------------------------------------- | ------------------ | ------------------- | ---- |
| 51236   |     | Fpl 51B | Privatägd                              | Sverige            | SE-GCC. Luftvärdig. |      |
| 51237   |     | Fpl 51B | Svenska Segelflygförbundet, Falköping. | Ålleberg, Sverige  | SE-GCD. Luftvärdig. |      |
| 51241   |     | Fpl 51B | Västmannaflyg.                         | Västerås, Sverige  | SE-GCG. Luftvärdig. |      |
| 51242   |     | Fpl 51B | Privatägd.                             | Sverige            | SE-GCH. Luftvärdig. |      |
| 51245   |     | Fpl 51B | Privatägd                              | Tyskland           | SE-GCK.             |      |
| 51246   |     | Fpl 51B | Linköpings Segelflygklubb              | Linköping, Sverige | SE-GCM. Luftvärdig. |      |
| 51249   |     | Fpl 51B | Privatägd                              | Thailand           | HS-JUL              |      |
| 51256   |     | Fpl 51B | F 11 Museum                            | Skavsta, Sverige   |                     |      |
| 51257   |     | Fpl 51A | Privatägd                              | Sverige            | SE-CKE.             |      |
| 51260   |     | Fpl 51A | Östra Sörmlands Flygklubb              | Sverige            | SE-CKB.             |      |

### Raab-Katzenstein

#### Raab-Katzenstein RK-26Tigerschwalbe (Sk 10)
| FV s/n | C/N | Utställare      | Ort/land           | Anmärkning                                           | Bild |
| ------ | --- | --------------- | ------------------ | ---------------------------------------------------- | ---- |
| 536    | 20  | Flygvapenmuseum | Linköping, Sverige | Den enda bevarade RK-26 i världen. Svensktillverkad. |      |

### Reggiane

#### Re.2000 Falco(J 20)
| FV s/n | C/N | Ägare           | Utställare            | Ort/land           | Anmärkning                                   | Bild |
| ------ | --- | --------------- | --------------------- | ------------------ | -------------------------------------------- | ---- |
| 2305   | 352 | Flygvapenmuseum | Ängelholms flygmuseum | Ängelholm, Sverige | Bevarat stjärtparti från havererat flygplan. |      |
| 2340   | 405 | Flygvapenmuseum |                       | Linköping, Sverige |                                              |      |

### Saab

#### Saab 17
| S/N   | Typ    | Ägare                    | Utställare          | Ort/Nation         | Anmärkning                                                    | Bild |
| ----- | ------ | ------------------------ | ------------------- | ------------------ | ------------------------------------------------------------- | ---- |
| 17005 | S 17BL | Flygvapenmuseum          |                     | Linköping, Sverige |                                                               |      |
| 17239 | B 17A  | Flygvapenmuseum          | B 17 kamratförening | Linköping, Sverige | SE-BYH. Luftvärdig.                                           |      |
| 17273 | B 17A  | Privatägd                |                     | Litauen            | IEAF 341. Bärgad Etiopien, nuvarande status oklar.            |      |
| 17320 | B 17A  | Danmarks Tekniske Museum |                     | Helsingør, Danmark | Målad som ett flygplan ur Danska brigaden.                    |      |
| 17365 | B 17A  | Privatägd                |                     | Litauen            | IEAF 338. Bärgad i Etiopien, för närvarande under renovering. |      |

#### SAAB 18
| S/N   | Typ   | Utställare      | Ort/Nation         | Anmärkning                                                 | Bild |
| ----- | ----- | --------------- | ------------------ | ---------------------------------------------------------- | ---- |
| 18172 | B 18B | Flygvapenmuseum | Linköping, Sverige | Utställd under pågående renovering. Enda bevarade Saab 18. |      |

#### Saab 21
| S/N   | Typ             | Utställare      | Ort/Nation         | Anmärkning    | Bild |
| ----- | --------------- | --------------- | ------------------ | ------------- | ---- |
| 21311 | J 21A-3         | F 15 Flygmuseum | Söderhamn, Sverige |               |      |
| 21364 | A 21A-3         | Flygvapenmuseum | Linköping, Sverige |               |      |
| 21286 | A 21R (A 21A-3) | Flygvapenmuseum | Linköping, Sverige | Ombyggd 21A-3 |      |

#### Saab 29 Tunnan
| S/N   | Typ   | Ägare                                            | Utställare                        | Ort/Nation                          | Anmärkning | Bild |
| ----- | ----- | ------------------------------------------------ | --------------------------------- | ----------------------------------- | --- | ---- |
| 29171 | J 29A | Flygvapenmuseum                                  | Bunge flygmuseum                  | Bunge, Sverige                      | |      |
| 29203 | J 29A | Svedinos Bil- och Flygmuseum                     |                                   | Ugglarp, Sverige                    | |      |
| 29373 | J 29F | Flyg- och Lottamuseet                            |                                   | Optand, Sverige                     | Flygplansindividen deltog i filmen Gula divisionen. Sedan mitten av 1990-talet finns flygplanet bevarat vid Jämtlands flyg och lottamuseum.                                             |      |
| 29392 | J 29F | Wien-Schwechats internationella flygplats        |                                   | Wien, Österrike                     | Magasinerad |      |
| 29398 | J 29B | Flygvapenmuseum                                  |                                   | Linköping, Sverige                  | vit E. Magasinerad Märkning F 22 |      |
| 29401 | J 29F |                                                  |                                   | Frösön, Sverige                     | Gate guard vid matsalsbyggnaden vid före detta Jämtlands flygflottilj |      |
| 29441 | J 29F |                                                  |                                   | Linköping, Sverige                  | Gate guard vid E4 |      |
| 29443 | J 29F |                                                  |                                   | Linz, Österrike                     | Gate guard |      |
| 29447 | J 29F | Höhere Technische Bundeslehranstalt              |                                   | Linz, Österrike                     | |      |
| 29449 | J 29F | Fliegermuseum                                    |                                   | Zeltweg, Österrike                  | |      |
| 29466 | J 29F | Museum Fahrzeug-Technik-Luftfahrt                |                                   | Bad Ischl, Österrike                | |      |
| 29487 | J 29F | Danmarks Tekniske Museum                         |                                   | Helsingør, Danmark                  | Magasinerad |      |
| 29507 | J 29F | Flygvapenmuseum                                  |                                   | Linköping, Sverige                  | Magasinerad. Flygplanet flögs sista gången den 29 augusti 1976 på Malmen och på jubileumsdagen för flygvapnets 50-åriga historia. Flygplanet fick därefter namnet "Jubileumsflygplanet" |      |
| 29541 | J 29F | Österreichisches Luftfahrtmuseum                 |                                   | Graz, Österrike                     | |      |
| 29543 | J 29F | Museo Storico Dell Aeronautico Militare Italiana |                                   | Vigna di Valle, Italien             | |      |
| 29560 | J 29F | Familienpark Hubhof                              |                                   | Maria Laach am Jauerling, Österrike | |      |
| 29565 | J 29F | Österreiches Luftfartsmuseum                     |                                   | Graz, Österrike                     | Uppställd utomhus |      |
| 29566 | J 29F | Heeresgeschichtliches Museum                     |                                   | Wien, Österrike                     | |      |
| 29575 | J 29F | Flygvapenmuseum                                  | Ängelhoms flygmuseum              | Ängelholm, Sverige                  | |      |
| 29588 | J 29F | Österreichisches Luftfahrtmuseum                 |                                   | Graz, Österrike                     | |      |
| 29589 | J 29F | High Chaparral                                   |                                   | Kulltorp, Sverige                   | |      |
| 29621 | J 29F | Privatägd                                        |                                   | Götene, Sverige                     | |      |
| 29624 | J 29F | Aeroseum                                         |                                   | Säve, Sverige                       | |      |
| 29640 | J 29F | Midland Air Museum                               |                                   | Coventry, Storbritannien            | |      |
| 29657 | J 29F | National Air and Space Museum                    |                                   | Washington DC, USA                  | Magasinerad. Fiktivt märkt som ett flygplan ur F 22. |      |
| 29665 | J 29F | Musée de l'air et de l'espace                    |                                   | Paris, Frankrike                    | |      |
| 29666 | J 29F | F 15 Flygmuseum                                  |                                   | Söderhamn, Sverige                  | |      |
| 29670 | J 29F | Flygvapenmuseum                                  | Swedish Air Force Historic Flight | Såtenäs, Sverige                    | SE-DXB. Luftvärdig. |      |
| 29902 | S 29C | F 11 Museum                                      |                                   | Skavsta, Sverige                    | Sedan 2008 är flygplanet deponerat till F 11 museum |      |
| 29929 | S 29C | F 21 Museum                                      |                                   | Kallax, Sverige                     | Gate Guard vid infarten F 21 |      |
| 29937 | S 29C | F 21 Museum                                      |                                   | Kallax, Sverige                     | Sedan 2008 är flygplanet deponerat till Flygmuseet F 21 |      |
| 29945 | S 29C | Kareby Bil AB                                    |                                   | Kareby, Sverige                     | Reklampelare för bilfirma |      |
| 29969 | S 29C | Flygvapenmuseum                                  |                                   | Linköping, Sverige                  | Utställd framför Flygvapenmuseum. Stod tidigare vid Västerås flygmuseum, flyttad 23 juni 2021 till Linköping                                                                            |      |
| 29970 | S 29C | Flygvapenmuseum                                  |                                   | Linköping, Sverige                  | |      |
| 29974 | S 29C | Västerås flygmuseum                              |                                   | Västerås, Sverige                   | |      |
| ?     | 29?   | Ljungby maskin                                   | Privat/Museum                     | Ljungby, Sverige                    | |      |

#### Saab 32 Lansen
| Typ   | S/N   | Flygslag         | Utställare                                | Ort/Nation                 | Anmärkning | Bild |
| ----- | ----- | ---------------- | ----------------------------------------- | -------------------------- | --- | ---- |
| A 32A | 32028 | Attackflygplan   | Privatägd                                 | Willenhall, Storbritannien | G-BMSG. Uppställd utomhus i demonterat skick. |      |
| A 32A | 32070 | Attackflygplan   | Flygvapenmuseum                           | Såtenäs, Sverige           | Flygbar, ej luftvärdig. Disponeras av SwAFHF. |      |
| A 32A | 32085 | Attackflygplan   | Flygvapenmuseum                           | Söderhamn, Sverige         | Efter att flygplanet togs ur tjänst 1973 blev det placerat som Gate Guard utanför vakten på F 7. Sedan 2008 är det placerat på F 15 Flygmuseum, som deposition från Flygvapenmuseum.                                                                                                 |      |
| A 32A | 32094 | Attackflygplan   | Flygvapenmuseum                           | Halmstad, Sverige          | Ursprungligen 1994 uppsatt som Gate Guard inom FMTS område. Från 14 december 2019 Gate Guard "Gul Petter" vid infarten till Flygstaden i Halmstad. Individen består av flygplanskroppar från 32094 (framkropp) och 32127 (bakkropp). Från 2019 består flygplanet av 32094 och 32025. |      |
| A 32A | 32120 | Attackflygplan   | ???                                       | Mojave CA, USA             | N4767R. Uppställd utomhus på Mojave Air & Space Port. |      |
| A 32A | 32151 | Attackflygplan   | Flygvapenmuseum                           | Kallinge, Sverige          | Sedan 1990 på pelare som gate guard framför flottiljvakten vid Blekinge flygflottilj. Deponerad till F 17 Museum. |      |
| A 32A | 32197 | Attackflygplan   | Flygvapenmuseum                           | Linköping, Sverige         | |      |
| A 32A | 32209 | Attackflygplan   | United States Air Power Museum.           | Mojave CA, USA             | N5468X. Nuvarande status okänd |      |
| A 32A | 32259 | Attackflygplan   | Flygvapenmuseum                           | Karlsborg, Sverige         | Deponerad till F 6 kamratförening. Sedan 1989 Gate Guard vid före detta F 6. |      |
| A 32A | 32284 | Attackflygplan   | United States Air Power Museum.           | Fresno CA, USA             | N4432V. Nuvarande status okänd. |      |
| J 32B | 32502 | Jaktflygplan     | Gotlands försvarsmuseum                   | Tingstäde, Sverige         | Serieprototyp för J 32B. |      |
| J 32E | 32507 | Jaktflygplan     |                                           | Linköping Sverige          | Gate Guard vid E4 |      |
| J 32E | 32510 | Jaktflygplan     | Österreichisches Luftfahrtmuseum          | Graz, Österrike            | |      |
| J 32E | 32512 | Jaktflygplan     | Aeroseum                                  | Säve, Sverige              | |      |
| J 32E | 32515 | Jaktflygplan     | Musée de l'air et de l'espace             | Paris, Frankrike           | |      |
| J 32E | 32529 | Jaktflygplan     | F 21 Museum                               | Kallax, Sverige            | |      |
| J 32B | 32530 | Jaktflygplan     | F 15 Flygmuseum                           | Söderhamn, Sverige         | |      |
| J 32E | 32541 | Jaktflygplan     | Flygvapenmuseum                           | Linköping, Sverige         | Magasinerad |      |
| J 32E | 32542 | Jaktflygplan     | Saab AB                                   | Såtenäs, Sverige           | Märkt F 3-23. Luftvärdig. Disponeras av Swedish Air Force Historic Flight, SE-RMD |      |
| J 32E | 32543 | Jaktflygplan     | Museo del Aire                            | Madrid, Spanien            | |      |
| J 32D | 32545 | Jaktflygplan     | Norsk Luftfartsmuseum                     | Bodø, Norge                | |      |
| J 32D | 32548 | Jaktflygplan     | Bunge Flygmuseum                          | Bunge, Sverige             | Efter att flygplanet togs ur tjänst överfördes det 1997 till Flygvapenmuseum. Under några år därefter var det placerat på Gotlands flygmuseum i Visby. Sedan 2012 har Flygvapenmuseum deponerat flygplanet till Bunge flygmuseum.                                                    |      |
| J 32B | 32559 | Jaktflygplan     | Svedinos Bil- och Flygmuseum              | Ugglarp, Sverige           | |      |
| J 32E | 32569 | Jaktflygplan     | Svedinos Bil- och Flygmuseum              | Ugglarp, Sverige           | |      |
| J 32E | 32571 | Jaktflygplan     | Estonian Aviation Museum                  | Tartu, Estland             | |      |
| J 32B | 32599 | Jaktflygplan     | Österlens flygmuseum                      | Östra Vemmerlöv, Sverige   | |      |
| J 32E | 32601 | Jaktflygplan     | Flyg- och Lottamuseet                     | Optand, Sverige            | Sedan 2008 deponerad vid Flyg- och Lottamuseet. Återställd 2017 till originalskick som en J 32B, dock ej luftvärdig. |      |
| J 32D | 32603 | Jaktflygplan     | F 7 Museum                                | Såtenäs, Sverige           | Sedan 2016 är flygplanet deponerat till F 7 gårds- och flottiljmuseum i Såtenäs |      |
| J 32D | 32606 | Jaktflygplan     | Saab AB                                   | Såtenäs, Sverige           | Märkt F 4-06. Luftvärdig. Disponeras av Swedish Air Force Historic Flight, SE-RME |      |
| J 32E | 32607 | Jaktflygplan     | Zrinyi Miklós National Defence University | Szolonk, Ungern            | |      |
| J 32B | 32611 | Jaktflygplan     | Lapplands flygtekniska gymnasium          | Arvidsjaur, Sverige        | Lämnades luftvärdig på Arvidsjaurs flygplats och stod drygt 18 år mellan plattan och rullbanan på flygplatsen. Från våren 2022 står flygplanet inne på flygtekniska gymnasiet i Arvidsjaur.                                                                                          |      |
| J 32E | 32612 | Jaktflygplan     | Västerås flygmuseum                       | Västerås, Sverige          | |      |
| J 32D | 32615 | Jaktflygplan     | RFN museum                                | Vidsel, Sverige            | |      |
| J 32D | 32616 | Jaktflygplan     | RFN museum                                | Vidsel, Sverige            | |      |
| J 32B | 32620 | Jaktflygplan     | Saab AB                                   | Såtenäs, Sverige           | Märkt F 1-20. Luftvärdig. Disponeras av Swedish Air Force Historic Flight, SE-RMF |      |
| S 32C | 32917 | Spaningsflygplan | Flygvapenmuseum                           | Linköping, Sverige         | Magasinerad. |      |
| S 32C | 32940 | Spaningsflygplan | F 11 Museum                               | Skavsta, Sverige           | Spaningslansen har bara bevarats i två exemplar. Det här är det ena, det andra finns på magasinerat på Flygvapenmuseum |      |

#### Saab 35 Draken
| S/N    | Typ     | Ägare                                          | Utställare/Innehavare                                  | Ort/Land                   | Anmärkning | Bild |
| ------ | ------- | ---------------------------------------------- | ------------------------------------------------------ | -------------------------- | --- | ---- |
| 35-1   | Saab 35 | Svedinos Bil- och Flygmuseum                   |                                                        | Ugglarp, Sverige           | Prototyp |      |
| 35-5   | Saab 35 | Flygvapenmuseum                                | Österlens flygmuseum                                   | Östra Vemmerlöv, Sverige   | Provflygplan nr 5. Provflygplanet blev kasserat 1966 efter 655 flygningar, övertogs då av Kungliga tekniska högskolan (KTH) i Stockholm, där blev plåtarna på högra sidan bortmonterade i undervisningssyfte. Flygvapenmuseum övertog flygplanet 1982 och deponerade det 2008 till Österlens flygmuseum |      |
| 35-9   | Saab 35 | Flygvapenmuseum                                | Österlens flygmuseum                                   | Östra Vemmerlöv, Sverige   | Provflygplan nr 9. Endast framkropp. 35-framkropp på raketsläde. Den användes för utprovning av räddningssystemet i mycket höga farter. Slädbaneproven utfördes i USA. Vitmålad med drakfigur i nosen. |      |
| 35051  | J 35A   | Flygvapenmuseum                                | Österlens flygmuseum                                   | Östra Vemmerlöv, Sverige   | Togs ur tjänst 1977 efter 1.169 flygtimmar och övertogs av Flygvapenmuseum samma år och deponerades 2013 till Österlens flygmuseum. |      |
| 35066  | J 35A   | okänt                                          | Örnsköldsvik Airport                                   | Örnsköldsvik, Sverige      | Ingick åren 1965–1978 i uppvisningsgruppen vid F 16. Efter kassation stod flygplanet vid Sundsvall Timrå Airport, kom till Örnsköldsvik i början av 1990-talet. |      |
| 35067  | J 35A   | Musée royal de l'Armée et d'Histoire Militaire | 1 Wing Historical Centre                               | Beauvechain, Belgien       | |      |
| 35069  | J 35A   | Musée de l'air et de l'espace                  |                                                        | Paris, Frankrike           | |      |
| 35075  | J 35A   | Dumfries and Galloway Aviation Museum          |                                                        | Dumfries, Storbritannien   | |      |
| 35086  | J 35A   | Deutsche museum                                |                                                        | Oberschleissheim, Tyskland | |      |
| 35090  | J 35A   | Österlens flygmuseum                           |                                                        | Östra Vemmerlöv, Sverige   | Den här individen av J 35A har lång stjärtkon (så kallad "Adam lång") och kom till flygvapnet i december 1961. Den ingick i en uppvisningsgrupp från F 16 som hade den gula rockan som märkning på sina flygplan. Efter att flygplanet togs ur tjänst 1979 stod det som Gate Guard på Upplands flygflottilj (F 16) i Uppsala fram till 1988. Därefter blev det överfört till Flygvapenmuseum och i september 2010 deponerades det till Österlens flygmuseum. |      |
| 35214  | J 35BS  |                                                |                                                        | Åbo, Finland               | DK-208, Gate Guard vid avfarten till flygplatsen i Åbo |      |
| 35220  | J 35B   | Flygvapenmuseum                                | High Chaparral                                         | Kulltorp, Sverige          | Kamouflagemålad |      |
| 35221  | J 35B   | Flygvapenmuseum                                | Österlens flygmuseum                                   | Östra Vemmerlöv, Sverige   | Togs ur tjänst den 28 juni 1973. Kasserades formellt den 19 juli 1973. Flögs till Malmen i Linköping den 28 november 1973, där den kom att konserveras vid Flygvapenmuseet. Flygplanet stod uppställt i By 109 fram till 1979. Flygplanet konserverades 1979 med Tectyl. Därefter stod planet utomhus fram till 1987 då det transporterades till Gripenskolan i Nyköping. Den 15 december 2003 återfördes flygplanet till Tullinge och restaurerades av F 18 Kamratförening. Tanken var att det skulle placeras på pelare som Gate Guard på F 18 Tullinge. Detta kunde dock inte genomföras och flygplanet deponerades 2012 till Österlens flygmuseum. |      |
| 35235  | J 35B   | Flygvapenmuseum                                | Österlens flygmuseum                                   | Östra Vemmerlöv, Sverige   | Flygplansindividen godkändes 1962 och kasserades 1976 och stod därefter uppställd på F 14 i Halmstad. Numera återstår bara framkroppen, vilken även återfinns på Österlens flygmuseum. |      |
| 35244  | J 35B   | Arboga robotmuseum                             | Arboga robotmuseum                                     | Arboga, Sverige            | Endast framkropp, bevarad som simulator |      |
| 35245  | J 35BS  |                                                | Suomen Ilmailumuseo                                    | Vanda, Finland             | DK-206 |      |
| 35248  | J 35B   | Kareby Bil AB                                  |                                                        | Kareby, Sverige            | Reklampelare för bilfirma. |      |
| 35265  | J 35BS  |                                                |                                                        | Luonetjärvi, Finland       | DK-202, Uppställd vid regementet |      |
| 35314  | J 35Ö   | Ailes Anciennes Toulouse                       |                                                        | Toulouse, Frankrike        | 02 (351402) |      |
| 35317  | J 35Ö   | Technikmuseum                                  |                                                        | Speyer, Tyskland           | 04 (351404) |      |
| 35328  | J 35Ö   | Österreiches Luftfahrtsmuseum                  |                                                        | Graz, Österrike            | 07 (351407), Uppställd utomhus. |      |
| 35335  | J 35Ö   | Fliegermuseum                                  |                                                        | Zeltweg, Österrike         | 08 (351408) |      |
| 35336  | J 35Ö   | Fliegermuseum                                  |                                                        | Zeltweg, Österrike         | 09 (351409) |      |
| 35339  | J 35D   |                                                |                                                        | Zeltweg, Österrike         | Gate Guard. Fiktivt märkt som J 35Ö 25. |      |
| 35340  | J 35Ö   |                                                |                                                        | Linz, Österrike            | 11 (351411), Gate Guard. |      |
| 35341  | J 35Ö   | Fliegermuseum                                  |                                                        | Zeltweg, Österrike         | 12 (351412) Avklädd på höger sida för instruktionsändamål. |      |
| 35342  | J 35Ö   | Heeresgeschichtliches Museum                   |                                                        | Wien, Österrike            | 13 (351413) |      |
| 35344  | J 35D   | Flygvapenmuseum                                | Österlens flygmuseum                                   | Östra Vemmerlöv, Sverige   | Levererades 1964 till flygvapnet. Flygplanet har varit placerat på Bråvalla flygflottilj (F 13) i Norrköping, Östgöta flygflottilj (F 3) i Malmslätt, Skånska flygflottiljen (F 10) i Ängelholm och Norrbottens flygflottilj (F 21) i Luleå. Efter mer än 2.000 flygtimmar togs det ur tjänst 1984. Deponerad av Flygvapenmuseum sedan 2012 till Österlens flygmuseum. |      |
| 35347  | J 35Ö   | Fliegermuseum                                  |                                                        | Zeltweg, Österrike         | 14 (351414) |      |
| 35350  | J 35D   | Privatägd                                      |                                                        | Hanford CA, USA            | N35350. |      |
| 35368  | J 35Ö   |                                                |                                                        | Tulln, Österrike           | 17. (351417), Gate Guard. |      |
| 351418 | J 35Ö   | Schwarzenberg barracks                         |                                                        | Salzburg, Österrike        | 18 ex 35370 |      |
| 35371  | J 35D   | Pintér Muceck Military Museum                  |                                                        | Kecel, Ungern              | |      |
| 35373  | J 35Ö   | Robotmuseum                                    |                                                        | Arboga, Sverige            | 19 (351419) |      |
| 35375  | J 35D   | Flygvapenmuseum                                |                                                        | Linköping, Sverige         | |      |
| 35282  | J 35Ö   | Fliegermuseum                                  |                                                        | Zeltweg, Österrike         | 21 (351421) |      |
| 35386  | J 35D   |                                                |                                                        | Frösön, Sverige            | Gate guard vid matsalsbyggnaden vid före detta Jämtlands flygflottilj. Placerades på pelare 1986 och råkade ut för ett missöde i samband med att man den skulle placeras på pelare. Då en av lastremmarna brast och flygplanet slog i backen och nosen gick sönder. |      |
| 35392  | J 35D   | Flyg- och Lottamuseet                          | Optand, Sverige                                        |                            | |      |
| 35393  | J 35Ö   |                                                |                                                        | Bad Vöslau, Österrike      | 24 (351424) |      |
| 35404  | J 35F-1 | Kalmar flygplats                               |                                                        | Sverige                    | Gate Guard vid före detta F 12. |      |
| 35409  | J 35F-1 | Valhall Park                                   |                                                        | Ängelholm, Sverige         | 35409 gjorde sin sista flygning den 12 juni 1991 (TTSN 2287 tim). Kasserades formellt 1998. Gate guard vid före detta Skånska flygflottiljen. |      |
| 35410  | J 35F-1 | Flygvapenmuseum                                |                                                        | Linköping, Sverige         | Endast framkropp kvar |      |
| 35415  | J 35F-1 | Flygvapenmuseum                                | Aeroseum                                               | Säve, Sverige              | |      |
| 35429  | J 35F-1 | Flygvapenmuseum                                | Gotlands försvarsmuseum                                | Tingstäde, Sverige         | Levererades till flygvapnet 1966. Efter att det togs ur tjänst var det under några år placerat på Gotlands flygmuseum i Visby. Efter nedläggningen av Gotlands flygmuseum deponerade Flygvapenmuseum flygplanet 2011 till Gotlands försvarsmuseum |      |
| 35443  | J 35F-1 |                                                | Suomen Ilmavoimamuseo                                  | Tikkakoski, Finland        | Endast framkropp |      |
| 35446  | J 35F-1 |                                                |                                                        | Birkala, Finland           | DK-237, Uppställd som minnesmärke vid flottiljen vid Birkala flygplats |      |
| 35448  | J 35F-1 |                                                | Suomen Ilmavoimamuseo                                  | Tikkakoski, Finland        | DK-241 Magasinerad |      |
| 35455  | J 35F-1 |                                                |                                                        | Menkijärvi, Finland        | DK-249 |      |
| 35457  | J 35F-1 | Österlens flygmuseum                           | Österlens flygmuseum                                   | Östra Vemmerlöv, Sverige   | |      |
| 35477  | J 35F-1 |                                                | Linköping, Sverige                                     |                            | Gate Guard vid E4. |      |
| 35482  | J 35F-1 | Flygvapenmuseum                                | Aeroseum                                               | Säve, Sverige              | Endast framkropp. |      |
| 35490  | J 35F-1 | Luftstridsskolan                               |                                                        | Uppsala, Sverige           | Gate Guard utomhus. |      |
| 35496  | J 35F-1 | Flygvapenmuseum                                | F 15 Flygmuseum                                        | Söderhamn, Sverige         | Saab levererade det här flygplanet 1967, ägandet av flygplanet överfördes hösten 2017 från Försvarsmakten till Flygvapenmuseum. Flygplanet var då placerat utomhus vid Västerås flygmuseum. Hösten 2018 transporterades flygplanet till F 15 museum i Söderhamn där det visas utomhus. |      |
| 35499  | J 35F-1 |                                                | Karhula Flygklubbs museum                              | Kymi, Finland              | DK-259 |      |
| 35502  | J 35J   | Flygvapenmuseum                                | Österlens flygmuseum                                   | Östra Vemmerlöv, Sverige   | Sedan 2011 deponerad av Flygvapenmuseum till Österlens flygmuseum |      |
| 35515  | J 35F-2 | Flygvapenmuseum                                | IRVIN-GQ Llangenoir                                    | Bridgend, Storbritannien   | |      |
| 35518  | J 35J   | Flygvapenmuseum                                | Essy Expozice Letectví a kosmonautiky, Vojenské Museum | Praha-Kbely, Tjeckien      | |      |
| 35520  | J 35J   | Muzeum Lotnictwa Polskiego                     |                                                        | Krakow, Polen              | |      |
| 35528  | J 35F-2 | Aeroseum                                       |                                                        | Säve, Sverige              | Fiktivt märkt F 9 - 00". |      |
| 35531  | J 35J   | Novelair AB                                    | Novelair AB                                            | Gävle, Sverige             | Endast framkropp, används som simulator |      |
| 35537  | J 35J   | Flygvapenmuseum                                | Österlens flygmuseum                                   | Östra Vemmerlöv, Sverige   | Levererad 1968 som J 35F-2 ingick sedan i en batch om 67 individer som modifierades åren 1987–1991 till J 35J. Efter tjänstgöringen i flygvapnet kom flygplanet till Flygvapenmuseum som sedan deponerat det till Österlens flygmuseum. |      |
| 35539  | J 35J   | Flygvapenmuseum                                |                                                        | Linköping, Sverige         | Magasinerad. |      |
| 35540  | J 35J   | Flygvapenmuseum                                | Österlens flygmuseum                                   | Östra Vemmerlöv, Sverige   | Johan Blå, namn på grund av att den är blå lackerad. Levererad 1968 som J 35F-2 ingick sedan i en batch om 67 individer som modifierades åren 1987–1991 till J 35J. Med det här flygplanet genomförde piloten Per Amelin från 102. jaktflygdivisionen på F 10 den sista officiella Drakenflygningen i flygvapnet den 8 december 1998. År 1999 kom flygplanet till Flygvapenmuseum som deponerade det 2008 till Österlens flygmuseum |      |
| 35541  | J 35J   | Flygvapenmuseum                                | Estonian Aviation Museum                               | Tartu, Estland             | Johan Gul, namn på grund av att den är gul lackerad. |      |
| 35542  | J 35F-2 | Flygvapenmuseum                                | Svedinos Bil- och Flygmuseum                           | Ugglarp, Sverige           | Endast framkropp |      |
| 35543  | J 35F-2 | ???                                            | Chino Airport                                          | California, USA            | |      |
| 35545  | J 35J   | Flygvapenmuseum                                | Gotlands försvarsmuseum                                | Tingstäde, Sverige         | Sedan 2011 deponerade av Flygvapenmuseum till Gotlands försvarsmuseum |      |
| 35550  | J 35F-2 | Saab Aerospace                                 |                                                        | Linköping, Sverige         | Gate Guard vid infarten. |      |
| 35551  | J 35F-2 | Kalixlinjens museum                            | Mariebergs Viltfarm & Fritidsby                        | Kalix, Sverige             | Utställd som simulerat haveri |      |
| 35555  | J 35F-2 | Västerås Flygmuseum                            |                                                        | Västerås, Sverige          | Utställd i museets inomhussamling. |      |
| 35556  | J 35J   | Saab AB                                        | Swedish Air Force Historic Flight                      | Såtenäs, Sverige           | F 10-56. Luftvärdig. SE-DXR |      |
| 35566  | J 35F-2 | Flygvapenmuseum                                | Scandinavian Manufacturing Scama AB                    | Väderstad, Sverige         | Kasserad och överförd till Gripenskolan, Nyköping. 2010 till Vännäs motormuseum. 2022 till SCAMA i Väderstad. |      |
| 35572  | J 35J   | –                                              | Flygtekniska Försöksanstalten                          | Stockholm, Sverige         | Var en tid uppställt som gate guard vid Flygtekniska Försöksanstalten i Bromma. F18 kamratförening ville ha den som gate guard i Tullinge. Men individen togs ned och skrotades 2008-05-28. |      |
| 35576  | J 35F   | Flygvapenmuseum                                | Svedinos Bil- och Flygmuseum                           | Ugglarp, Sverige           | |      |
| 35583  | J 35F-2 |                                                |                                                        | Västerås, Sverige          | Gate Guard vid infarten till Flygteknikcentrum. |      |
| 35582  | J 35J   | Rinkaby skjutfält/Rinkaby flygbas              |                                                        | Rinkaby, Sverige           | Uppställd utomhus. |      |
| 35584  | J 35J   | Flygvapenmuseum                                | Stiftelsen Mannaminne                                  | Nordingrå, Sverige         | |      |
| 35586  | J 35J   | Flygvapenmuseum                                | Aeroseum                                               | Säve, Sverige              | |      |
| 35592  | J 35F-2 |                                                | Österlens flygmuseum                                   | Östra Vemmerlöv, Sverige   | |      |
| 35597  | J 35F-2 | Flygvapenmuseum                                | F11 Museum                                             | Skavsta, Sverige           | Saab levererade det här flygplanet 1969 till flygvapnet och tjänstgjorde på F 10 fram till det kasserades. Deponerade till F11 museum i Nyköping. |      |
| 35598  | J 35J   | Flygvapenmuseum                                | Aeroseum                                               | Säve, Sverige              | Uppställd som gate guardian utanför Aeroseum. |      |
| 35601  | J 35J   |                                                |                                                        | Voitsbeg, Österrike        | Gate Guard, fiktivt märkt som J 35Ö 16. |      |
| 35604  | J 35J   | Flygvapenmuseum                                | RFN museum                                             | Vidsel, Sverige            | Saab levererade det här flygplanet 1970 som J 35F2 ingick sedan i en batch om 67 individer som modifierades åren 1987–1991 till J 35J. När flygplanets togs ur tjänst i slutet av 1990-talet, fungerade det som övningsobjekt för räddningspersonalen i Östersund. Flygplanet kom därefter till Jämtlands flyg- och lottamuseum och sedan 2008 har RFN museum flygplanet i sin utställning. |      |
| 35606  | J 35J   | Flygvapenmuseum                                | Ängelholms flygmuseum                                  | Ängelholm, Sverige         | Endast nossektion med cockpit. |      |
| 35616  | J 35J   |                                                | Österlens Flygmuseum                                   | Östra Vemmerlöv, Sverige   | |      |
| 35624  | J 35J   | Flygvapenmuseum                                | Bunge flygmuseum                                       | Bunge, Sverige             | Saab levererade det här flygplanet 1972 som J 35F2 ingick sedan i en batch om 67 individer som modifierades åren 1987–1991 till J 35J. Efter att flygplanet avskrivits från flygvapnet i slutet av 1990-talet, blev det överfört till Flygvapenmuseum. Bunge flygmuseum i Fårösund mottog det som deposition 2011 |      |
| 35630  | J 35J   | Flygvapenmuseum                                | Ängelholms flygmuseum                                  | Ängelholm, Sverige         | |      |
| 35612  | J 35J   | Stenbäcks flygmuseum                           | Stenbäcks flygmuseum                                   | Skurup, Sverige            | |      |
| 35804  | Sk 35C  | Flygvapenmuseum                                | Österreichisches Luftfahrtmuseum                       | Graz, Österrike            | F.d. 35016 (J 35A). |      |
| 35810  | Sk 35C  | Flygvapenmuseum                                | Swedish Air Force Historic Flight                      | Såtenäs, Sverige           | F.d. 35019 (J 35A). SE-DXP, luftvärdig. |      |
| 35811  | Sk 35C  | Flygvapenmuseum                                |                                                        | Linköping, Sverige         | F.d. 35017 (J 35A) Magasinerad |      |
| 35812  | Sk 35CS |                                                | Suomen Ilmavoimamuseo                                  | Tikkakoski, Finland        | DK-270 F.d 35020 (J 35A) Uppställd utomhus |      |
| 35823  | Sk 35CS |                                                | Suomen Ilmailumuseo                                    | Vanda, Finland             | DK-262 F.d 35037 (J 35A) Magasinerad |      |
| 35824  | Sk 35C  | Flygvapenmuseum                                | Österlens flygmuseum                                   | Östra Vemmerlöv, Sverige   | F.d. 35033 (J 35A). Sedan 2011 deponerad av Flygvapenmuseum till Österlens flygmuseum. Denna individ är reservdelsobjekt till 35810 som opereras av Swedish Air Force Historic Flight. |      |
| 35902  | S 35E   | Flygvapenmuseum                                | Österlens flygmuseum                                   | Östra Vemmerlöv, Sverige   | Uppfördes som Gate Guard den 12 juni 1999 vid Stagården i Bollnäs för att visa samhörigheten mellan Flygvapenfrivilliga och Stagårdens kursgård. Är sedan 2015 deponerat till Österlens flygmuseum, ditt det även flyttades under 2015. |      |
| 35906  | S 35E   | Flygvapenmuseum                                | Österlens flygmuseum                                   | Östra Vemmerlöv, Sverige   | Flygplanet levererades till flygvapnet 1965. Efter fullgjord tjänstgöringstid övertog Flygvapenmuseum flygplanet. År 2008 deponerades flygplanet till Österlens flygmuseum. |      |
| 35916  | S 35E   | Flygvapenmuseum                                | F11 Museum                                             | Skavsta, Sverige           | Saab levererade det här flygplanet 1966 till flygvapnet. År 1979 togs det ur tjänst då med en flygtid på drygt 1.500 timmar. Flygvapenmuseum övertog flygplanet från flygvapnet och deponerade det 2008 till F11 museum i Nyköping. |      |
| 35931  | S 35E   | Flugausstellung Hermeskeil                     |                                                        | Hermeskeil, Tyskland       | |      |
| 35937  | S 35E   | Flygvapenmuseum                                | Flygmuseet F 21                                        | Kallax, Sverige            | Endast framkropp. F.d 35296 (J 35D). |      |
| 35945  | S 35E   | Autoseum                                       |                                                        | Simrishamn, Sverige        | F.d 35299 (J 35D). |      |
| 35949  | S 35E   | Luleå Airport                                  |                                                        | Kallax, Sverige            | Gate Guard vid infart till den civila delen av flygplatsen. Den 1 november 1984 placerades individen vid infarten till den då nyinvigda flygstationen. Bortplockad i mars 2019 och åter på plats den 20 november 2019 efter en renovering. |      |
| 35952  | S 35E   | Flygvapenmuseum                                | Flygmuseet F 21                                        | Kallax, Sverige            | Ursprungligen individ 35290 (J 35D). |      |
| 35959  | S 35E   | Flygvapenmuseum                                | F11 Museum                                             | Skavsta, Sverige           | Ursprungligen individ 35281 (J 35D). Sedan den 22 oktober 2018 placerad som gate guard vid norra delen av rullbanan vid F11 Museum. |      |
| ?      | 35 ?    | Ljungby maskin                                 | Ljungby, Sverige                                       |                            | |      |

#### Saab 37 Viggen
| S/N   | Typ          | Utställare                                            | Ort/Nation                 | Anmärkning | Bild |
| ----- | ------------ | ----------------------------------------------------- | -------------------------- | --- | ---- |
| 37-6  | Provflygplan | Västerås flygmuseum                                   | Västerås, Sverige          | |      |
| 37009 | AJS 37       | Flygvapenmuseum                                       | Söderhamn, Sverige         | Deponerad till F 15 Flygmuseum. |      |
| 37016 | AJ 37        | Svedinos Bil- och Flygmuseum                          | Ugglarp, Sverige           | Endast framkropp (osäkerhet kring serienr) |      |
| 37025 | AJ 37        | Västerås flygmuseum                                   | Västerås, Sverige          | Ursprungligen märkt som 7-25, 6-25, 7-02, 10-25. Endast framkropp är bevarad och nu felaktigt märkt som 16-xx. Framkroppen bevarades tidigare på Arboga robotmuseum. Från 2020 har Västerås flygmuseum tagit över framkroppen för att modifiera den till simulator. |      |
| 37027 | AJS 37       | Stenbäcks flygmuseum                                  | Skurup, Sverige            | Tidigare deponerad till Teknikens och Sjöfartens hus, Malmö. Från 2019 överflyttad och magasinerad hos Stenbäcks flygmuseum. |      |
| 37031 | AJ 37        | Söderhamns kommun                                     | Söderhamn, Sverige         | Skänkt 1995 till Söderhamns kommun |      |
| 37034 | AJ 37        | Innovatum/Saab bilmuseum                              | Trollhättan, Sverige       | Märkt som 7-37, ursprunglig märkning 7-34, 6-34. |      |
| 37050 | AJ 37        | F 7 Museum                                            | Såtenäs, Sverige           | Gate Guard utanför vakten vid F 7. (Borttagen 20140716) |      |
| 37056 | AJS 37       | F 15 Flygmuseum                                       | Söderhamn, Sverige         | |      |
| 37057 | AJS 37       | Brand- och räddningsskolan                            | Halmstad, Sverige          | |      |
| 37058 | AJS 37       | Volvo Museum                                          | Göteborg, Sverige          | |      |
| 37067 | AJ 37        | F 15 Flygmuseum                                       | Söderhamn, Sverige         | |      |
| 37068 | AJ 37        | GKN Aerospace                                         | Trollhättan, Sverige       | Gate Guard vid f.d. Volvo Aero område. |      |
| 37072 | AJS 37       |                                                       | Grästorp, Sverige          | Gate Guard vid riksväg 44 vid avfarten mot Tun. Vingar samt fena från 37958 |      |
| 37074 | AJS 37       | Museo del Aire                                        | Madrid, Spanien            | |      |
| 37080 | AJS 37       | Västerås flygmuseum                                   | Västerås, Sverige          | |      |
| 37081 | AJS 37       | F 15 Flygmuseum                                       | Söderhamn, Sverige         | Endast framkropp bevarad, som simulator vid flygmuseet. |      |
| 37094 | AJ 37        | Aeroseum                                              | Säve, Sverige              | |      |
| 37097 | AJ 37        | Flyg- och Lottamuseet                                 | Optand, Sverige            | |      |
| 37098 | AJS 37       | Flygvapenmuseum                                       | Såtenäs, Sverige           | Swedish Air Force Historic Flight, SE-DXN. Luftvärdig. |      |
| 37108 | AJS 37       | Flygvapenmuseum                                       | Linköping, Sverige         | |      |
| 37301 | JA 37        | Flygvapenmuseum                                       | Linköping, Sverige         | Deponerad till gymnasieskola. |      |
| 37305 | JA 37        | Privat                                                | Skövde, Sverige            | 37305 togs i bruk vid F 13 i Norrköping i slutet av 1979, flyttades sedermera till F 17 i Kallinge, där den slutligen togs ur tjänst 2000. Framkropp bevarad, flyttad i oktober 2020 från Aeroseum till Gotlands försvarsmuseeum. Våren 2023 flyttad till en privatperson i syfte att byggas om till en simulator.                                                                                    |      |
| 37307 | JA 37        | Teknikland                                            | Optand, Sverige            | Framkropp. Ombyggd till simulator |      |
| 37309 | JA 37        | Combitech                                             | Arboga, Sverige            | Antennmätplats Arboga |      |
| 37326 | JA 37DI      | Svedinos Bil- och Flygmuseum                          | Ugglarp, Sverige           | |      |
| 37347 | JA 37D       | HM Hadtörténeti Intézet és Múzeum                     | Szolnok, Ungern            | |      |
| 37358 | JA 37C       | Kreativum                                             | Karlshamn, Sverige         | Endast framkropp |      |
| 37362 | JA 37C       | F 21 Museum                                           | Kallax, Sverige            | Deponerad av Flygvapenmuseum |      |
| 37366 | JA 37        | F 13 Kamratförening                                   | Norrköping, Sverige        | Deponerad av Flygvapenmuseum. Utställningsobjekt vid F 13 Kamratförening |      |
| 37367 | JA 37        |                                                       | Linköping, Sverige         | Gate Guard vid E4. |      |
| 37378 | JA 37C       | RFN museum                                            | Vidsel, Sverige            | |      |
| 37386 | JA 37DI      | Svedinos Bil- och Flygmuseum                          | Ugglarp, Sverige           | Endast framkropp bevarad |      |
| 37392 | JA 37C       | Flyg- och Lottamuseet                                 | Optand, Sverige            | |      |
| 37393 | JA 37C       | Forsvarets flygamling                                 | Gardermoen, Norge          | Endast framkropp. (osäkerhet kring serie nr) |      |
| 37397 | JA 37D       | Aeroseum                                              | Säve, Sverige              | Endast framkropp, försedd med rullstolsramp. |      |
| 37401 | JA 37DI      | Aeroseum                                              | Säve, Sverige              | Endast framkropp bevarad. |      |
| 37405 | JA 37DI      | Aeroseum                                              | Säve, Sverige              | Endast framkropp bevarad. |      |
| 37410 | JA 37C       | Flygvapenmuseum                                       | Östra Vemmerlöv, Sverige   | Levererades 1986 och tjänstgjorde på F 21 och F 16. JA 37C (edit 32). Deponerad sedan 2013 till Österlens flygmuseum. |      |
| 37412 | JA 37DI      | Flyg- och Lottamuseet                                 | Optand, Sverige            | |      |
| 37415 | JA 37DI      | Försvarsmaktens tekniska skola                        | Halmstad, Sverige          | Flög efter DI-mod hos F 4, men märktes aldrig om med flottiljsiffra 4. Sedan 2015 plattform för utbildning i grundläggande flygteknik och aerodynamik. |      |
| 37425 | JA 37C       | F 16 Museum                                           | Sverige                    | Gate guard på Ärna flygplats sedan sommaren 2006 som ett minne av stridsflygplanets aktiva tid på Upplands flygflottilj. Denna flygplansindivid kom att verka vid F 16 under hela dess aktiva tid. |      |
| 37427 | JA 37DI      | Aeroseum                                              | Säve, Sverige              | Endast framkropp bevarad |      |
| 37428 | JA 37DI      | Försvarsmaktens tekniska skola                        | Halmstad, Sverige          | Flög efter DI-mod hos F 4. Sedan 2015 plattform för utbildning i grundläggande flygteknik och aerodynamik. |      |
| 37429 | JA 37D       | Estonian Aviation Museum                              | Tartu, Estland             | |      |
| 37431 | JA 37DI      | Österreichisches Luftfahrtmuseum                      | Graz, Österrike            | |      |
| 37432 | JA 37D       | Bunge flygmuseum                                      | Bunge, Sverige             | Saab levererade flygvapnet 1988. Med en total flygtid på 1.286 timmar blev det kasserat år 2002. Inför att F 16 skulle avvecklas målades flygplansindividen helt blå, för att symbolisera divisionen, Petter Blå. Efter kasseringen har flygplanet varit deponerat till Gotlands flygmuseum i Visby. Därifrån blev det överfört till Bunge flygmuseum 2011 och utställt i hangaren på Bunge flygfält. |      |
| 37440 | JA 37DI      | F 17 Kallinge                                         | Kallinge, Sverige          | Flygplanet har varit baserat på F 4, F 16, F 17 och F 21. Det togs i tjänst i juni 1989 och togs ur tjänst den 9 november 2004. Under individens aktiva tjänst genomfördes 1861 flygpass med en total flygtid på 1419 timmar. Sedan den 24 maj 2014 gate guard invid Sörby rastplats längs E22. |      |
| 37448 | JA 37C       | Flyg- och Lottamuseet                                 | Optand, Sverige            | Placerad som vägvisare vid E14/Riksväg 45 Optand alldeles intill Teknikland i Östersund/Optand |      |
| 37449 | JA 37C       | Flygvapenmuseum                                       | Linköping, Sverige         | Magasinerad |      |
| 37800 | SK 37        | Skurup, Sverige                                       | Provflygplan               | Deponerad till Stenbäcks Flygmuseum |      |
| 37803 | SK 37        | Flyg- och Lottamuseet                                 | Optand, Sverige            | Deponerad, Teknikland. Märkt 4-67 |      |
| 37805 | SK 37        | F 15 Flygmuseum                                       | Söderhamn, Sverige         | |      |
| 37808 | SK 37E       | Flygvapenmuseum                                       | Paris, Frankrike           | Deponerad, Musée de l'air et de l'espace |      |
| 37809 | SK 37E       | FM Veteranflyg                                        | Såtenäs, Sverige           | F 15 - 61 SE-DXO. Swedish Air Force Historic Flight. Luftvärdig |      |
| 37811 | SK 37E       | Flygvapenmuseum                                       | Montélimar, Frankrike      | Deponerad, Musee Europeen de l'aviation de Chasse |      |
| 37817 | SK 37E       | F 21 Museum                                           | Kallax, Sverige            | Deponerad av Flygvapenmuseum |      |
| 37901 | AJSH 37      | National Luhtvaart-Themapark Avidrome                 | Lelystad, Nederländerna    | |      |
| 37903 | AJSH 37      | F11 Museum                                            | Nyköping, Sverige          | Endast framkropp. |      |
| 37904 | AJSH 37      | Malmens flygplats                                     | Linköping, Sverige         | Uppställd på sydöstra delen av flygfältet |      |
| 37910 | AJSH 37      | Robotmuseum                                           | Arboga, Sverige            | Endast framkropp |      |
| 37911 | AJSH 37      | Aeroseum                                              | Säve, Sverige              | |      |
| 37918 | AJSH 37      | Newark Air Museum                                     | Nottingham, Storbritannien | |      |
| 37924 | AJSH 37      |                                                       | Visby, Sverige             | Uppställd på sydöstra delen av flygfältet |      |
| 37927 | AJSH 37      | F 21 Museum                                           | Luleå, Sverige             | Gate Guard vid Biltema Luleå. Deponerad av Flygvapenmuseum |      |
| 37950 | AJSF 37      | Flyg- och Lottamuseet                                 | Optand, Sverige            | Endast framkropp |      |
| 37951 | AJSF 37      | Technical Museum                                      | Kosice, Slovakien          | |      |
| 37954 | AJSF 37      | Muzeum Lotnictwa Polskiego                            | Krakow, Polen              | |      |
| 37957 | AJSF 37      | Essy Expozice Letectví a kosmonautiky Vojenské Muzeum | Praha-Kbely, Tjeckien      | |      |
| 37958 | AJSF 37      | F11 Museum                                            | Nyköping, Sverige          | Framkropp. Ombyggd till simulator. Vingar och fena återanvända på 37072. |      |
| 37971 | AJSF 37      | Gianni Caproni Museum of Aeronautics                  | Zoppola, Italien           | |      |
| 37972 | AJSF 37      | Gotlands Försvarsmuseum                               | Tingstäde, Sverige         | |      |
| 37974 | AJSF 37      | Flugausstellung Leo Junior                            | Hermeskeil, Tyskland       | |      |
| 37976 | AJSF 37      | Ängelholms flygmuseum                                 | Ängelholm, Sverige         | |      |
| 37977 | SF 37        | F 21 Museum                                           | Kallax, Sverige            | Deponerad av Flygvapenmuseum |      |

#### Saab 39 Gripen
| S/N   | Typ     | Utställare                  | Ort/Nation         | Anmärkning | Bild |
| ----- | ------- | --------------------------- | ------------------ | --- | ---- |
| 39-2  | JAS 39  | Aeroseum                    | Göteborg, Sverige  | Provflygplan nr. 2. Efter 461 flygtimmar överlämnades individen 1999 till Flygvapenmuseum. Den 16 november 2022 lånades och överfördes individen till Aeroseum i Göteborg. |      |
| 39101 | JAS 39A | Ängelholms flygmuseum       | Ängelholm, Sverige | Första serietillverkade Gripen |      |
| 39113 | JAS 39A | F 7 Museum                  | Såtenäs, Sverige   | Uppställd utanför vakten |      |
| 39150 | JAS 39A | Ängelholms flygmuseum       | Ängelholm, Sverige | Endast framkropp |      |
| 39178 | JAS 39A | Royal Thai Air Force Museum | Bangkok, Thailand  | Donerad till RTAF av Saab. |      |
| 39813 | JAS 39B | Flygvapenmuseum             | Linköping, Sverige | Ingår i utställningen för Kalla Kriget. Placerad mellan en Lansen och en Viggen                                                                                            |      |

#### Saab 91 Safir(Sk 50)
| FV s/n | Typ    | Ägare                                                 | Ort/Nation          | Anmärkning                                 | Bild             |
| ------ | ------ | ----------------------------------------------------- | ------------------- | ------------------------------------------ | ---------------- |
| 50001  | Sk 50B | Kagamigahara Aerospace & Science Museum               | Nagasaki, Japan     | ex. SE-BWB                                 |                  |
| 50003  | Sk 50B | Stenbäcks flygmuseum                                  | Skurup, Sverige     |                                            |                  |
| 50006  | Sk 50B | F 15 Flygmuseum                                       | Söderhamn, Sverige  |                                            |                  |
| 50007  | Sk 50B | Ängelholms flygmuseum                                 | Ängelholm, Sverige  |                                            |                  |
| 50010  | Sk 50B | Privatägd                                             | Norge               | LN-HHS. Luftvärdig                         |                  |
| 50011  | Sk 50B | Privatägd                                             | Sverige             | SE-IIL. Luftvärdig.                        |                  |
| 50016  | Sk 50B |                                                       | Linköping, Sverige  | Gate Guard vid E4                          |                  |
| 50018  | Sk 50B | 5018 finns hos F6 Veteranflygklubb. luftvärdig SE-KVU | Karlsborg, Sverige  |                                            |                  |
| 50020  | Sk 50B | Flyg- och Lottamuseet                                 | Optand, Sverige     |                                            |                  |
| 50023  | Sk 50B | Autoseum                                              | Simrishamn, Sverige |                                            |                  |
| 50025  | Sk 50B | Privatägd                                             | Skå-Edeby, Sverige  | SE-IGK. Luftvärdig.                        |                  |
| 50036  | Sk 50B | Aeroseum?                                             | Säve, Sverige       |                                            |                  |
| 50037  | Sk 50B | Vapnö Flygklubb                                       | Halmstad, Sverige   | SE-KYF. Luftvärdig.                        |                  |
| 50039  | Sk 50B | Ljungbyheds militärhistoriska museum                  | Ljungbyhed, Sverige |                                            |                  |
| 50040  | Sk 50B | Swedish Air Force Historic Flight                     | Såtenäs, Sverige    | SE-FVV. Luftvärdig.                        |                  |
| 50046  | Sk 50B | Flygvapenmuseum                                       | Linköping, Sverige  | Magasinerad.                               |                  |
| 50047  | Sk 50B | Kamratföreningen Safiren                              | Borås, Sverige      | SE-KGZ. Luftvärdig.                        |                  |
| 50053  | Sk 50B | Privatägd                                             | Västerås, Sverige   | SE-IGL. Luftvärdig.                        |                  |
| ?      | SK 50? | Halmstad flygklubb                                    | Halmstad, Sverige   | SE-IRY. Luftvärdig. Inskaffad från Finland | Bild ska infogas |
| 50061  | Sk 50B | Privatägd                                             | Sverige             | SE-LAR. Luftvärdig.                        |                  |
| 50058  | Sk 50B | Privatägd                                             | Norge               | LN-FMU. Luftvärdig.                        |                  |
| 50066  | Sk 50B | F 3 Veteranflygklubb                                  | Linköping, Sverige  | SE-KUB. Luftvärdig.                        |                  |
| 50070  | Sk 50B | Privatägd                                             | Säter, Sverige      | SE-KYD. Luftvärdig.                        |                  |
| 50075  | Sk 50B | Ljungbyheds Aeronautiska Sällskap                     | Ljungbyhed, Sverige | SE-LAS. Luftvärdig.                        |                  |
| 50081  | Sk 50C | Vapnö Flygklubb                                       | Halmstad, Sverige   | SE-KYG. Luftvärdig.                        |                  |
| 50083  | Sk 50C | Privatägd                                             | Västerås, Sverige   | SE-MEF. Luftvärdig                         |                  |
| 50085  | Sk 50C | Privatägd                                             | Ljungbyhed, Sverige | SE-LAP. Luftvärdig.                        |                  |

#### Saab 105(SK 60)
| S/N   | Typ          | Utställare                                   | Ort/Nation               | Anmärkning                                                | Bild |
| ----- | ------------ | -------------------------------------------- | ------------------------ | --------------------------------------------------------- | ---- |
| 105-2 | Provflygplan | Svedinos bil- och flygmuseum                 | Ugglarp, Sverige         | Civilregistrerad som SE-XBZ. Deponerad av Flygvapenmuseum |      |
| 60001 | SK 60C       | Flygteknik Technical Training, Nyköping      | Nyköping, Sverige        | Utbildningsobjekt                                         |      |
| 60004 | SK 60C       | Flygmuseet F 21                              | Kallax, Sverige          | Deponerad av Flygvapenmuseum                              |      |
| 60009 | SK 60C       | FMTS                                         | Halmstad, Sverige        | Utbildningsobjekt                                         |      |
| 60049 | SK 60B       | FMTS                                         | Halmstad, Sverige        | Utbildningsobjekt                                         |      |
| 60050 | SK 60B       | Lapplands Flygtekniska Gymnasium, Arvidsjaur | Arvidsjaur, Sverige      | Utbildningsobjekt                                         |      |
| 60052 | SK 60D       | Nordiskt FlygTeknikCentrum (NFTC)            | Luleå. Sverige           | Utbildningsobjekt                                         |      |
| 60056 | SK 60B       | Flyg- och Lottamuseet                        | Optand, Sverige          |                                                           |      |
| 60074 | SK 60B       | Bunge flygmuseum                             | Bunge, Sverige           |                                                           |      |
| 60080 | SK 60B       |                                              | Linköping, Sverige       | Gate Guard vid E4.                                        |      |
| 60082 | SK 60B       | Flygvapenmuseum                              | Ängelholm, Sverige       | Deponerad till Ängelholms flygmuseum.                     |      |
| 60086 | SK 60B       | Flygvapenmuseum                              | Linköping, Sverige       |                                                           |      |
| 60091 | SK 60B       | Flygvapenmuseum                              | Linköping, Sverige       | Magasinerad                                               |      |
| 60097 | SK 60D       | Hässlögymnasiet                              | Västerås, Sverige        |                                                           |      |
| 60098 | SK 60A       | Knuthahns flygtekniska gymnasium             | Kallinge (F 17), Sverige | Utbildningsobjekt                                         |      |
| 60100 | SK 60A       | Knuthahns flygtekniska gymnasium             | Kallinge (F 17), Sverige | Utbildningsobjekt                                         |      |
| 60108 | SK 60A       | Klippans gymnasieskola                       | Ljungbyhed, Sverige      | Utbildningsobjekt                                         |      |
| 60113 | SK 60A       | Flygvapenmuseum                              | Linköping, Sverige       |                                                           |      |
| 60131 | SK 60D       | Lapplands Flygtekniska Gymnasium, Arvidsjaur | Arvidsjaur, Sverige      | Utbildningsobjekt                                         |      |
| 60132 | SK 60D       | Ljungbyheds militärhistoriska museum         | Ljungbyhed, Sverige      | Gate guard invid golfbanan på det gamla flottiljområdet.  |      |
| 60140 | SK 60E       | Swedish Air Force Historic Flight            | Såtenäs, Sverige         | Civilregistrerad som SE-DXG. Luftvärdig.                  |      |
| 60142 | SK 60E       | Ljungbyheds militärhistoriska museum         | Ljungbyhed, Sverige      |                                                           |      |
| 60143 | SK 60E       |                                              | Linköping, Sverige       | Uppställd längs flygplatsens rullbanor                    |      |
| 60145 | SK 60E       | F 15 Flygmuseum                              | Söderhamn, Sverige       |                                                           |      |
| 60148 | SK 60E       | Klippans gymnasieskola                       | Ljungbyhed, Sverige      |                                                           |      |

### Seversky

#### Seversky EP-1A Model 106(J 9)
| FV s/n | C/N    | Ägare             | Ort/Nation         | Anmärkning | Bild |
| ------ | ------ | ----------------- | ------------------ | --- | ---- |
| 2126   | 282-11 | Fantasy of Flight | Polk City, FL. USA | Donerad till National Museum of the USAF, Dayton OH. Senare bytesaffär med Kermit Weeks. Under renovering till flygbart skick. |      |
| 2134   | 282-19 | Flygvapenmuseum   | Linköping, Sverige | |      |

### Scottish Aviation

#### Beagle/Scottish Aviation B.125 Bulldog(SK 61)
| S/N   | C/N        | Typ    | Utställare                           | Ort/Nation            | Anmärkning                                                                    | Bild |
| ----- | ---------- | ------ | ------------------------------------ | --------------------- | ----------------------------------------------------------------------------- | ---- |
| 61001 | BH 100-102 | SK 61A | Ljungbyheds militärhistoriska museum | Ljungbyhed, Sverige   | [ 122 ]                                                                       |      |
| 61005 | BH 100-105 | SK 61A | Svedinos Bil- och Flygmuseum         | Ugglarp, Sverige      | [ 123 ]                                                                       |      |
| 61006 | BH 100-106 | SK 61A | Flygvapenmuseum                      | Ängelholm, Sverige    | Deponerad till Ängelholms flygmuseum.                                         |      |
| 61010 | BH 100-110 | SK 61A | Privatägd                            | Australien            | VH-CHU, före detta SE-LLG och N747BD. Luftvärdig.                             |      |
| 61015 | BH 100-117 | SK 61A | F 15 Flygmuseum                      | Söderhamn, Sverige    | [ 127 ]                                                                       |      |
| 61018 | BH 100-121 | SK 61E | Privatägd                            | Camarillo, CA, USA    | N68TL, före detta SE-LNF. Luftvärdig.                                         |      |
| 61025 | BH 100-130 | SK 61A | Flygvapenmuseum                      | Såtenäs, Sverige      | SwAFHF SE-FVX. Luftvärdig.                                                    |      |
| 61030 | BH 100-137 | SK 61A | Flygvapenmuseum                      | Linköping, Sverige    | Magasinerad.                                                                  |      |
| 61031 | BH 100-138 | SK 61A | Privatägd                            | Naperville, IL, USA   | N105MR, före detta SE-LLA. Luftvärdig.                                        |      |
| 61033 | BH 100-141 | SK 61A | Ljungbyheds militärhistoriska museum | Ljungbyhed, Sverige   | Uppställd utomhus.                                                            |      |
| 61035 | BH 100-143 | SK 61D | Privatägd                            | Skå-Edeby, Sverige    | SE-LLH. Luftvärdig.                                                           |      |
| 61045 | BH 100-157 | SK 61A | Privatägd                            | Carmel, IN, USA       | N713AM, före detta SE-LNH. Luftvärdig.                                        |      |
| 61047 | BH 100-162 | SK 61A | Privatägd                            | Phoenix, AZ, USA      | N100MY, N51TL, före detta SE-LNR. Luftvärdig.                                 |      |
| 61050 | BH 100-165 | SK 61A | Privatägd                            | Tucson, AZ, USA       | N104MR, före detta SE-LND. Luftvärdig.                                        |      |
| 61051 | BH 100-166 | SK 61A | Privatägd                            | Phoenix, AZ, USA      | N101MY, före detta SE-LNM. Havererad, finns kvar och används som reservdelar. |      |
| 61052 | BH 100-167 | SK 61A | Privatägd                            | Indian River, FL, USA | N1004N, före detta SE-LNP. Luftvärdig.                                        |      |
| 61053 | BH 100-171 | SK 61A | Privatägd                            | Oakridge, NC, USA     | N8267E, före detta SE-LNE. Luftvärdig.                                        |      |
| 61055 | BH 100-173 | SK 61A | Flyg- och Lottamuseet                | Optand, Sverige       | [ 148 ]                                                                       |      |
| 61061 | BH 100-179 | SK 61C | F 11 Museum                          | Skavsta, Sverige      | [ 149 ]                                                                       |      |
| 61070 | BH 100-188 | SK 61C | Flygvapenmuseum                      | Linköping, Sverige    | SE-MEK. Luftvärdig.                                                           |      |

### Sparmann

#### Sparmann S 1-A(P 1)
| FV s/n | C/N | Utställare      | Ort/Nation         | Anmärkning   | Bild |
| ------ | --- | --------------- | ------------------ | ------------ | ---- |
| 814    | 8   | Flygvapenmuseum | Linköping, Sverige | Magasinerad. |      |

### Sud Aviation

#### Sud Aviation SE-210 Caravelle III(TP 85)
| FV s/n | C/N | Utställare        | Ort/Nation         | Anmärkning     | Bild |
| ------ | --- | ----------------- | ------------------ | -------------- | ---- |
| 85172  | 172 | Flygvapenmuseum   | Linköping, Sverige | ex. SAS SE-DAG |      |
| 85210  | 210 | Le Caravelle Club | Arlanda, Sverige   | ex. SAS SE-DAI |      |

### Vickers-Armstrongs

#### Vickers Varsity T.1(Tp 82)
| FV s/n | C/N | Utställare      | Ort/Nation         | Anmärkning | Bild |
| ------ | --- | --------------- | ------------------ | ---------- | ---- |
| 82001  | 622 | Flygvapenmuseum | Linköping, Sverige |            |      |

## Helikoptrar

### Bell Helicopter

#### Agusta-Bell 204B(HKP 3)
| Typ    | S/N   | Flygslag   | Ägare                           | Ort/Nation                 | Anmärkning                                                                                          | Bild |
| ------ | ----- | ---------- | ------------------------------- | -------------------------- | --------------------------------------------------------------------------------------------------- | ---- |
| HKP 3  | 03301 | Helikopter | Försvarsmuseum Boden            | Boden, Sverige             | Gate guardian vid Försvarsmuseum samt före detta Bodens helikopterflygplats.                        |      |
| HKP 3  | 03010 | Helikopter | Military Aviation Museum        | Soesterberg, Nederländerna | |      |
| HKP 3  | 03012 | Helikopter | Military Aviation Museum        | Soesterberg, Nederländerna | |      |
| HKP 3  | 03023 | Helikopter | Military Aviation Museum        | Soesterberg, Nederländerna | |      |
| HKP 3C | 03139 | Helikopter | Svedinos Bil- och Flygmuseum    | Ugglarp, Sverige           | |      |
| HKP 3  | 03156 | Helikopter | RFN museum                      | Vidsel, Sverige            | |      |
| HKP 3B | 03189 | Helikopter | Svedinos Bil- och Flygmuseum    | Ugglarp, Sverige           | |      |
| HKP 3C | 03302 | Helikopter | Helikopterflottiljen            | Linköping, Sverige         | Gate Guard utanför flottiljens kanslihus                                                            |      |
| HKP 3C | 03303 | Helikopter | Nordiskt Flygteknikcentrum      | Luleå, Sverige             | Bevarad vid Nordiskt Flygteknikcentrum i Luleå                                                      |      |
| HKP 3C | 03305 | Helikopter | Knuthans flygtekniska gymnasium | Kallinge (F17), Sverige    | Bevarad som utbildning materiel vid Knuthahns flygtekniska gymnasium                                |      |
| HKP 3C | 03306 | Helikopter | Flygvapenmuseum                 | Linköping, Sverige         | |      |
| HKP 3C | 03307 | Helikopter | Vännäs motormuseum              | Vännäs, Sverige            | Monterad som gate guardian vid Vännäs motormuseum                                                   |      |
| HKP 3C | 03308 | Helikopter | Nordiskt Flygteknikcentrum      | Luleå, Sverige             | Bevarad vid Nordiskt Flygteknikcentrum i Luleå                                                      |      |
| HKP 3C | 03310 | Helikopter | Aeroseum                        | Säve, Sverige              | |      |
| HKP 3C | 03311 | Helikopter | Västerås flygmuseum             | Västerås, Sverige          | |      |
| HKP 3C | 03313 | Helikopter | Försvarsmaktens tekniska skola  | Halmstad, Sverige          | Bevarad tidigare vid Försvarsmaktens tekniska skola. (Alternativt bevarad vid Kalixlinjens museum?) |      |
| HKP 3C | 03315 | Helikopter | Försvarsmuseum Boden            | Boden, Sverige             | |      |
| HKP 3C | 03316 | Helikopter | Jeep Tom Event                  | Timrå, Sverige             | Privatägd sedan 2021                                                                                |      |
| HKP 3C | 03421 | Helikopter | Gotlands försvarsmuseum         | Tingstäde, Sverige         | |      |
| HKP 3B | 03422 | Helikopter | Flygvapenmuseum                 | Linköping, Sverige         | Magasinerad                                                                                         |      |
| HKP 3B | 03423 | Helikopter | F 15 Flygmuseum                 | Söderhamn, Sverige         | |      |
| HKP 3B | 03424 | Helikopter | Ängelholms flygmuseum           | Ängelholm, Sverige         | |      |
| HKP 3B | 03425 | Helikopter | Aeroseum                        | Säve, Sverige              | |      |
| HKP 3B | 03426 | Helikopter | F 21 Museum                     | Kallax, Sverige            | |      |
| HKP 3B | 03427 | Helikopter | Flyg- och Lottamuseet           | Optand, Sverige            | |      |

#### Agusta-Bell 206A(HKP 6)
| S/N   | C/N  | Typ    | Ägare                            | Ort/Nation         | Anmärkning                                                                            | Bild |
| ----- | ---- | ------ | -------------------------------- | ------------------ | ------------------------------------------------------------------------------------- | ---- |
| 06051 | 8218 | HKP 6B | Aeroseum                         | Säve, Sverige      | Riksexemplar                                                                          |      |
| 06052 | 8219 | HKP 6B | Aeroseum                         | Säve, Sverige      |                                                                                       |      |
| 06049 | 8210 | HKP 6B | Knuthahns flygtekniska gymnasium | Kallinge, Sverige  | Bevarad som utbildning materiel vid Knuthahns flygtekniska gymnasium (Numera ommålad) |      |
| 06054 | 8555 | HKP 6B | Flygvapenmuseum                  | Linköping, Sverige | SE-HGX, flygskick.                                                                    |      |
| 06262 | 8070 | HKP 6A | Västerås flygmuseum              | Västerås, Sverige  |                                                                                       |      |
| 06269 | 8091 | HKP 6A | Kalixlinjens museum              | Kalix, Sverige     | Uppställd utomhus                                                                     |      |
| 06274 | 8115 | HKP 6A | Flygvapenmuseum                  | Linköping, Sverige | Magasinerad                                                                           |      |
| 06554 |      | HKP 6  | Aeroseum                         | Säve, Sverige      |                                                                                       |      |

### Boeing

#### Boeing/Kawasaki Vertol 107(HKP 4)
| S/N   | C/N  | Typ    | Ägare                                                     | Ort/Nation         | Anmärkning                                                    | Bild |
| ----- | ---- | ------ | --------------------------------------------------------- | ------------------ | ------------------------------------------------------------- | ---- |
| 04064 | 10   | HKP 4B | Flygvapenmuseum                                           | Linköping, Sverige |                                                               |      |
| 04069 | 4082 | HKP 4C | Aeroseum                                                  | Säve, Sverige      | Utställd utomhus vid Aeroseum.                                |      |
| 04070 | 4083 | HKP 4C | Aeroseum                                                  | Säve, Sverige      | I flygbart skick. Avvaktar godkännande för civil registrering |      |
| 04072 | 4093 | HKP 4C | Aeroseum                                                  | Säve, Sverige      | Utställd utomhus vid Aeroseum.                                |      |
| 04451 | 401  | HKP 4A | F 21 Museum                                               | Kallax, Sverige    |                                                               |      |
| 04454 | 404  | HKP 4A | Helifor Industries Ltd, Campbell River, British Columbia. | Kanada             | C-FHCN                                                        |      |
| 04456 | 406  | HKP 4A | Helifor Industries Ltd, Campbell River, British Columbia. | Kanada             | C-GHFF                                                        |      |

### Eurocopter

#### AS332 Super Puma(HKP 10)
| S/N   | C/N  | Typ     | Ägare           | Utställare      | Ort/Nation        | Anmärkning                     | Bild |
| ----- | ---- | ------- | --------------- | --------------- | ----------------- | ------------------------------ | ---- |
| 10401 | 2230 | HKP 10A | Flygvapenmuseum | Flygmuseet F 21 | Luleå, Sverige    | Havererade den 1 november 2005 |      |
| 10403 | 2264 | HKP 10B | ?               | FMTS            | Halmstad, Sverige |                                |      |
| 10406 | 2284 | HKP 10B | Flygvapenmuseum | Aeroseum        | Göteborg, Sverige |                                |      |

### Hughes Helicopters

#### Hughes 269/Schweizer 300C(HKP 5)
| S/N   | C/N | Typ    | Ägare                        | Ort/Nation         | Anmärkning                                                          | Bild |
| ----- | --- | ------ | ---------------------------- | ------------------ | ------------------------------------------------------------------- | ---- |
| 05215 |     | HKP 5B | Svedinos Bil- och Flygmuseum | Ugglarp, Sverige   |                                                                     |      |
| 05245 |     | HKP 5B | Flygvapenmuseum              | Linköping, Sverige | Disponeras av Flygvapenmuseum Helicopter Lovers. SE-JIR, flygskick. |      |
| 05246 |     | HKP 5B | Flygvapenmuseum              | Linköping, Sverige | Disponeras av Flygvapenmuseum Helicopter Lovers. SE-JIS, flygskick. |      |

### Messerschmitt-Bölkow-Blohm

#### MBB Bo 105(HKP 9)
| S/N   | C/N | Flygslag | Ägare           | Ort/Nation         | Anmärkning  | Bild |
| ----- | --- | -------- | --------------- | ------------------ | ----------- | ---- |
| 09209 |     | HKP 9A   | Flygvapenmuseum | Linköping, Sverige |             |      |
| 09218 |     | HKP 9A   | Aeroseum        | Säve, Sverige      |             |      |
| 09219 |     | HKP 9A   | Flygvapenmuseum | Linköping, Sverige | Magasinerad |      |
| 09221 |     | HKP 9A   | Aeroseum        | Säve, Sverige      |             |      |

### Piasecki Helicopter

#### Vertol 44A(Hkp 1)
| S/N   | C/N | Ägare                   | Ort/Nation         | Anmärkning                                                                | Bild |
| ----- | --- | ----------------------- | ------------------ | ------------------------------------------------------------------------- | ---- |
| 01001 | 497 | Flygvapenmuseum         | Linköping, Sverige | Skulle blivit färdigrenoverad till marinen 500 år, nuvarande status okänd |      |
| 01007 | 608 | Aeroseum                | Säve, Sverige      |                                                                           |      |
| 01009 | 607 | Gotlands Försvarsmuseum | Tingstäde, Sverige | Finns utställd vid Gotlands försvarsmuseums flyg/marindel                 |      |

### Sud Aviation

#### SE.3130 Alouette II(Hkp 2)
| S/N   | C/N  | Ägare                         | Ort/Nation         | Anmärkning                                                 | Bild |
| ----- | ---- | ----------------------------- | ------------------ | ---------------------------------------------------------- | ---- |
| 02034 | 1175 | Aeroseum                      | Säve, Sverige      |                                                            |      |
| 02036 | 1246 | Aeroseum                      | Säve, Sverige      |                                                            |      |
| 02038 | 1268 | Privatägd                     | Norge              | LN-OCK, luftvärdig                                         |      |
| 02039 | 1128 | Privatägd                     | Norge              | LN-OKV                                                     |      |
| 02201 | 1278 | Flygteknikcentrum             | Västerås, Sverige  |                                                            |      |
| 02403 |      | RFN museum                    | Vidsel, Sverige    | Målad som 02203/02409                                      |      |
| 02406 | 1279 | Flygvapenmuseum               | Linköping, Sverige | Ex. 02202                                                  |      |
| 02407 | 1291 | F 7 Museum                    | Säve, Sverige      | Ex. 02207. Disponeras av SWAFHF, f.n. förvarad på Aeroseum |      |
| 02409 | 1303 | Flygteknik Technical Training | Skavsta, Sverige   | Ex. 20203                                                  |      |